# Opération Shader
Intervention militaire contre Daech
Opération Shader est le nom de code opérationnel attribué à la contribution du Royaume-Uni à l'intervention militaire en cours contre l'État islamique en Irak et au Levant (EIIL),. L'opération a débuté en Irak le 26 septembre 2014 à la suite d'une demande formelle d'assistance du gouvernement irakien. Auparavant, la Royal Air Force participait à une opération de secours humanitaire au-dessus du mont Sinjar, qui impliquait de multiples largages aériens humanitaires et le transport aérien de réfugiés déplacés. Le 21 octobre 2014, l'intervention s'était étendue en Syrie, la Royal Air Force n'ayant pour mandat que d'effectuer des vols de surveillance au-dessus du pays. Au 26 septembre 2015, le Royaume-Uni avait effectué le tiers des vols de surveillance de la coalition au-dessus de l'Iraq et de la Syrie. Le 26 novembre 2015, le module de reconnaissance RAPTOR du Tornado GR4 avait réuni 60% de la totalité des reconnaissances tactiques de la coalition en Irak. Le 2 décembre 2015, la Chambre des communes a approuvé les frappes aériennes britanniques contre l'EIIL en Syrie. Le Royaume-Uni est l'un des nombreux pays directement impliqués dans le conflit syrien qui a débuté en mars 2011.
En septembre 2017, le ministère de la Défense avait annoncé que plus de 1 000 personnes étaient déployées dans le cadre de l'opération et que la Royal Air Force avait mené environ 900 frappes aériennes, en effectuant plus de 2 200 sorties, tuant 3 000 combattants de l'EIIL. En décembre 2016, il fut souligné que la Royal Air Force participait à son théâtre le plus intense depuis 25 ans, dépassant de loin l'intervention du Royaume-Uni en Irak et en Afghanistan. Les appareils de la RAF ont largué 11 fois plus de bombes (1 276 frappes) sur la Syrie et l’Iraq au cours de l’année écoulée, que lors de l'année la plus active en Afghanistan (119). Forces.net a annoncé qu'au 14 mars 2017, le ministère de la Défense avait déclaré que l'opération avait coûté jusqu'alors aux contribuables britanniques 265 millions £. Le 15 avril 2017, la BBC a annoncé que 129 bombes Paveway IV, 37 missiles Hellfire, 20 missiles Brimstone et 30 autres armes avaient été tirées dans le cadre de l'opération contre l'État islamique en Irak et en Syrie. La RAF, entre septembre 2014 et septembre 2019, a largué un total de 4 215 bombes et missiles.

## Contexte

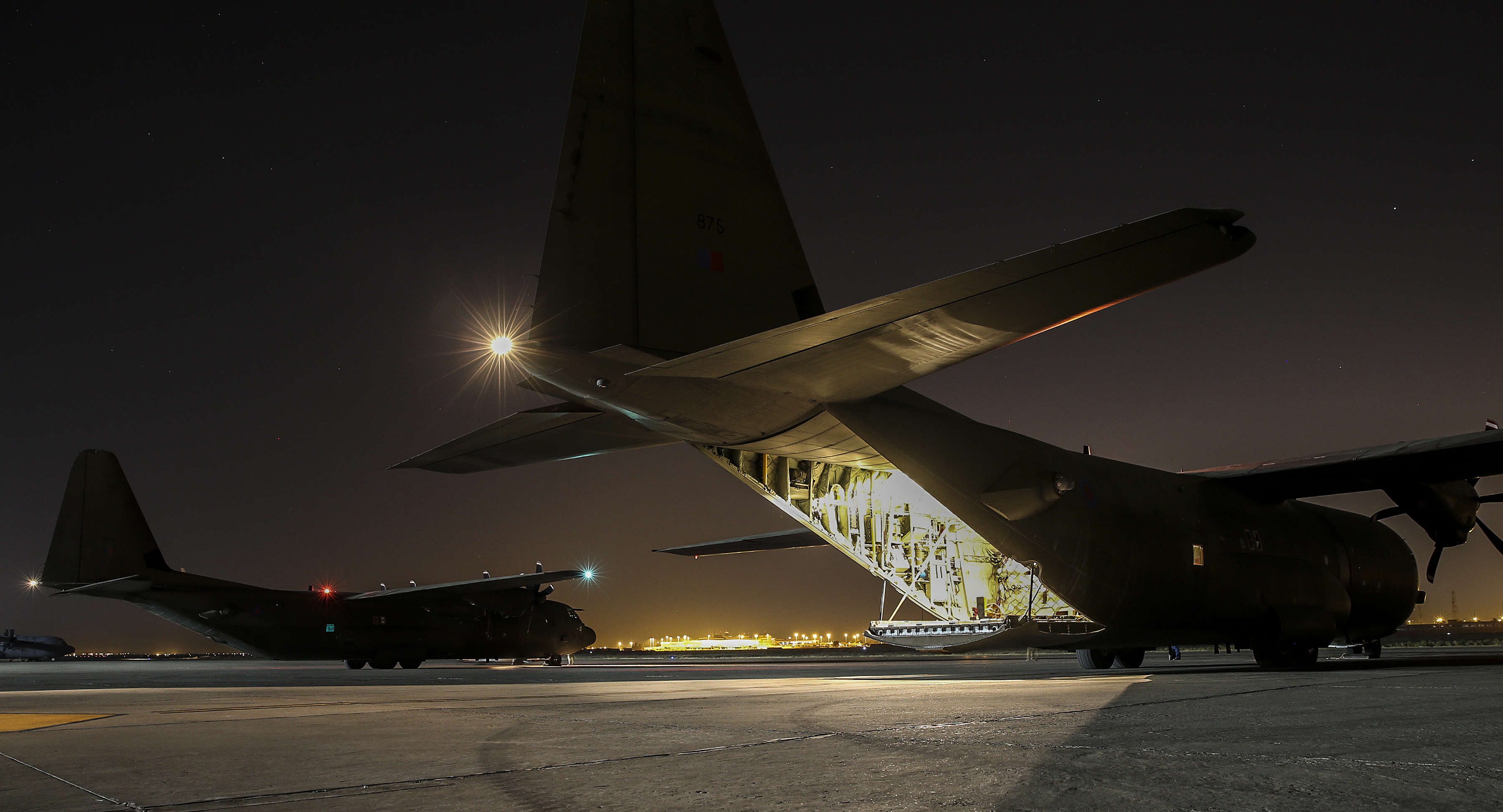
Deux avions C-130J Super Hercules de la Royal Air Force en Irak, après avoir été déchargés de fournitures humanitaires vitales le 9 septembre 2014.

Le 9 août 2014, à la suite de la persécution génocidaire des minorités du Kurdistan irakien, le gouvernement britannique a déployé la Royal Air Force pour mener des opérations de largage d'aide humanitaire. Le premier largage aérien a eu lieu le 9 août avec deux aéronefs Lockheed C-130 Hercules, en provenance de la RAF Akrotiri, qui effectuèrent des largages humanitaires sur les monts Sinjar,. Une deuxième mission de largage a débuté le 12 août 2014, mais elle dut être interrompue en raison des risques pour les civils de la zone. Les largages d’aéronefs ont pu reprendre dans les 24 heures et deux importants envois d’aide humanitaire ont été largués sur les monts Sinjar. Au cours de la même journée, le ministère de la Défense a annoncé le déploiement d'avions de combat Panavia Tornado GR.4 afin de coordonner les largages aériens à l'aide de leurs nacelles de reconnaissance LITENING III, ils n'étaient pas autorisés à mener des frappes aériennes sans l'approbation du Parlement. Quatre hélicoptères de transport Boeing Chinook ont également été déployés à leurs côtés pour participer aux missions de sauvetage des réfugiés. Le 13 août 2014, deux appareils Hercules ont largué une troisième série de colis humanitaires sur les monts Sinjar. Cette opération a été suivie par une quatrième et dernière rotation, le 14 août, portant à sept le nombre total de largages d’aide humanitaire menés par la RAF Le 14 août 2014, le Royaume-Uni a suspendu ses largages, invoquant l'amélioration de la situation humanitaire aux monts Sinjar.
Le 16 août 2014, à la suite de la suspension des largages aériens de l'aide humanitaire, la Royal Air Force a commencé à se concentrer davantage sur la reconnaissance. Les Tornado GR4, qui étaient auparavant utilisés pour aider à la coordination des largages d'aide humanitaire, ont été réaffectés pour rassembler des renseignements essentiels pour les forces anti-EIIL. Le ministère de la Défense a également confirmé qu'un Boeing RC-135W Rivet Joint avait été déployé dans le cadre de son premier déploiement opérationnel depuis sa mise en service. L’avion était basé sur la RAF Al Udeid au Qatar, aux côtés des avions américains Rivet Joint et Boeing KC-135 Stratotanker,. En plus des Tornado et du Rivet Joint, la Royal Air Force a également déployé des appareils Reaper, Raytheon Sentinel, Beechcraft Shadow et Boeing Sentry AEW.1 pour des missions de surveillance en Irak et en Syrie,,.

## Frappes aériennes en Irak

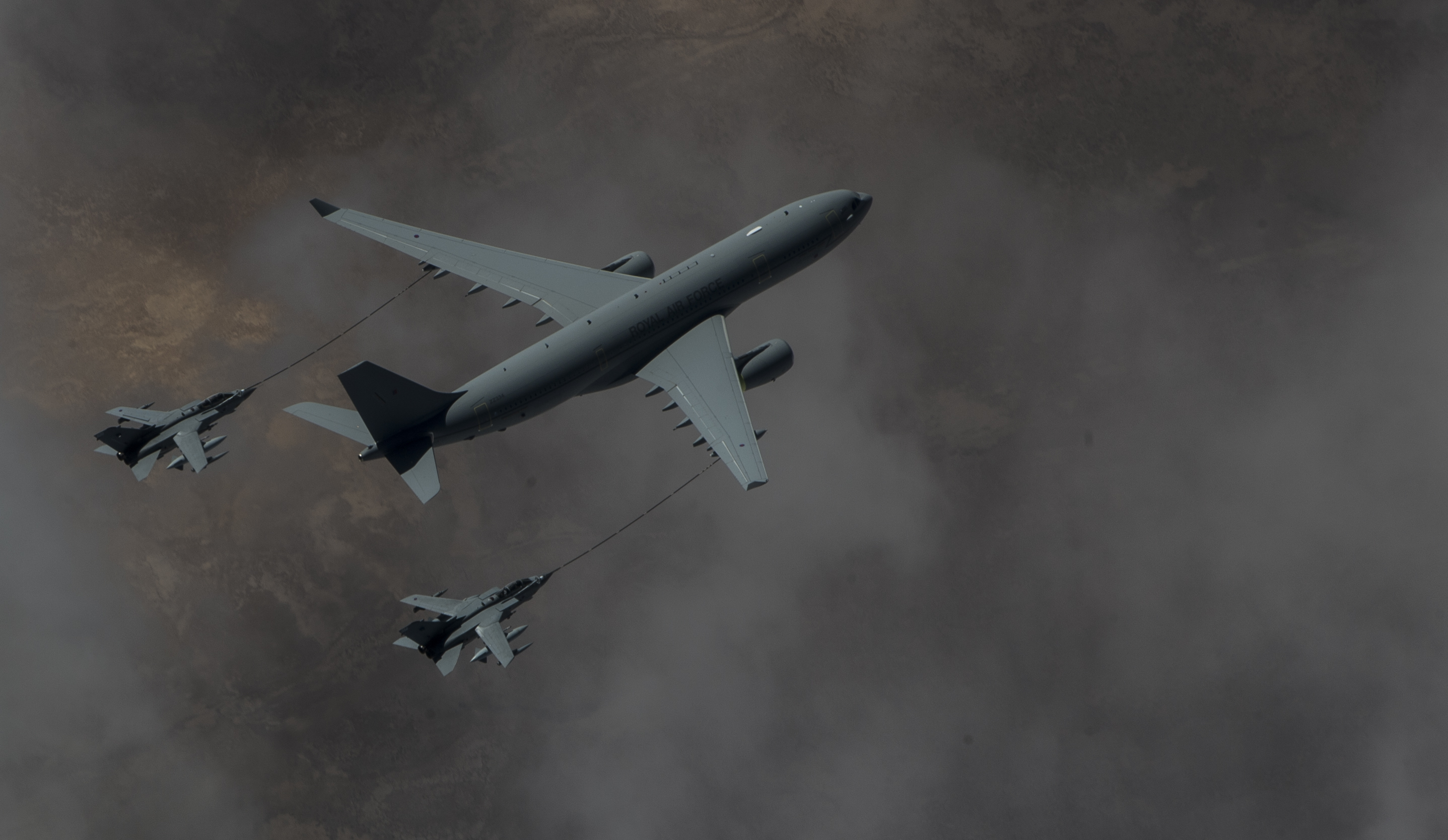
Un tanker Voyager ravitaille deux Tornado GR4 au-dessus de l'Irak le 4 mars 2015.

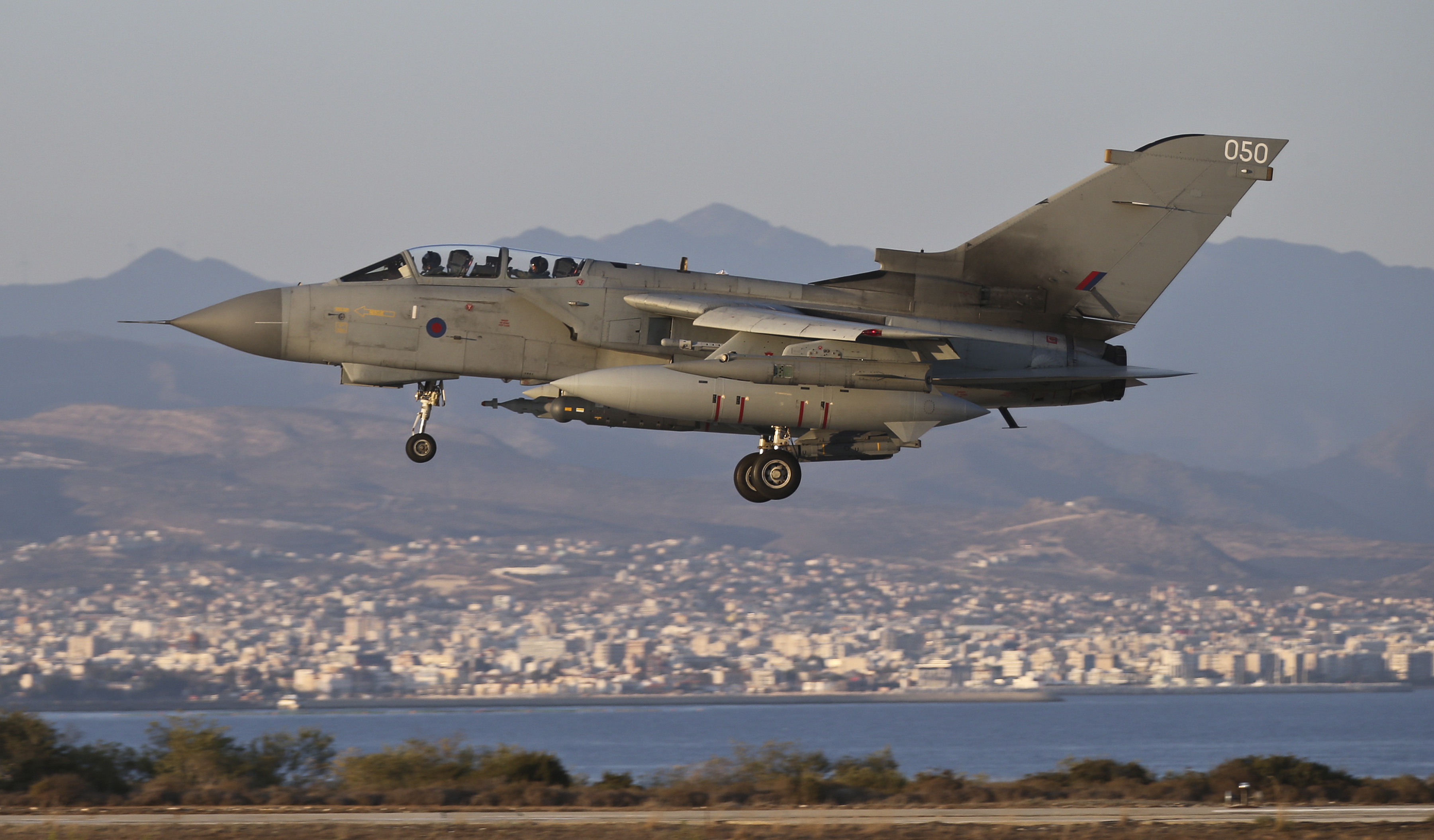
Un Tornado GR4 revient sur la RAF Akrotiri après les premières frappes aériennes du 30 septembre 2014.

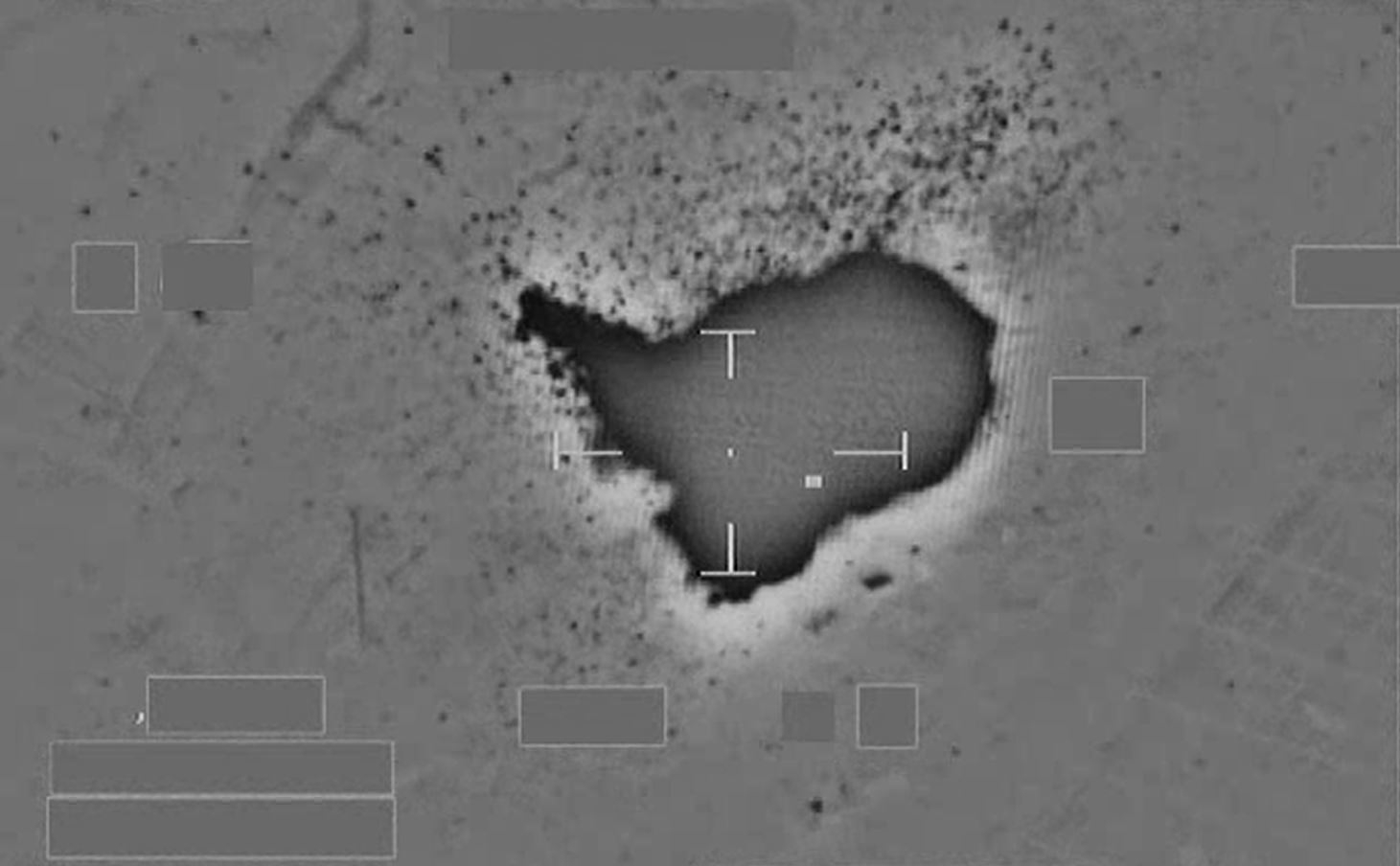
Un Tornado GR4 détruit un véhicule blindé de l'État islamique à Al Qaïm le 2 novembre 2014.

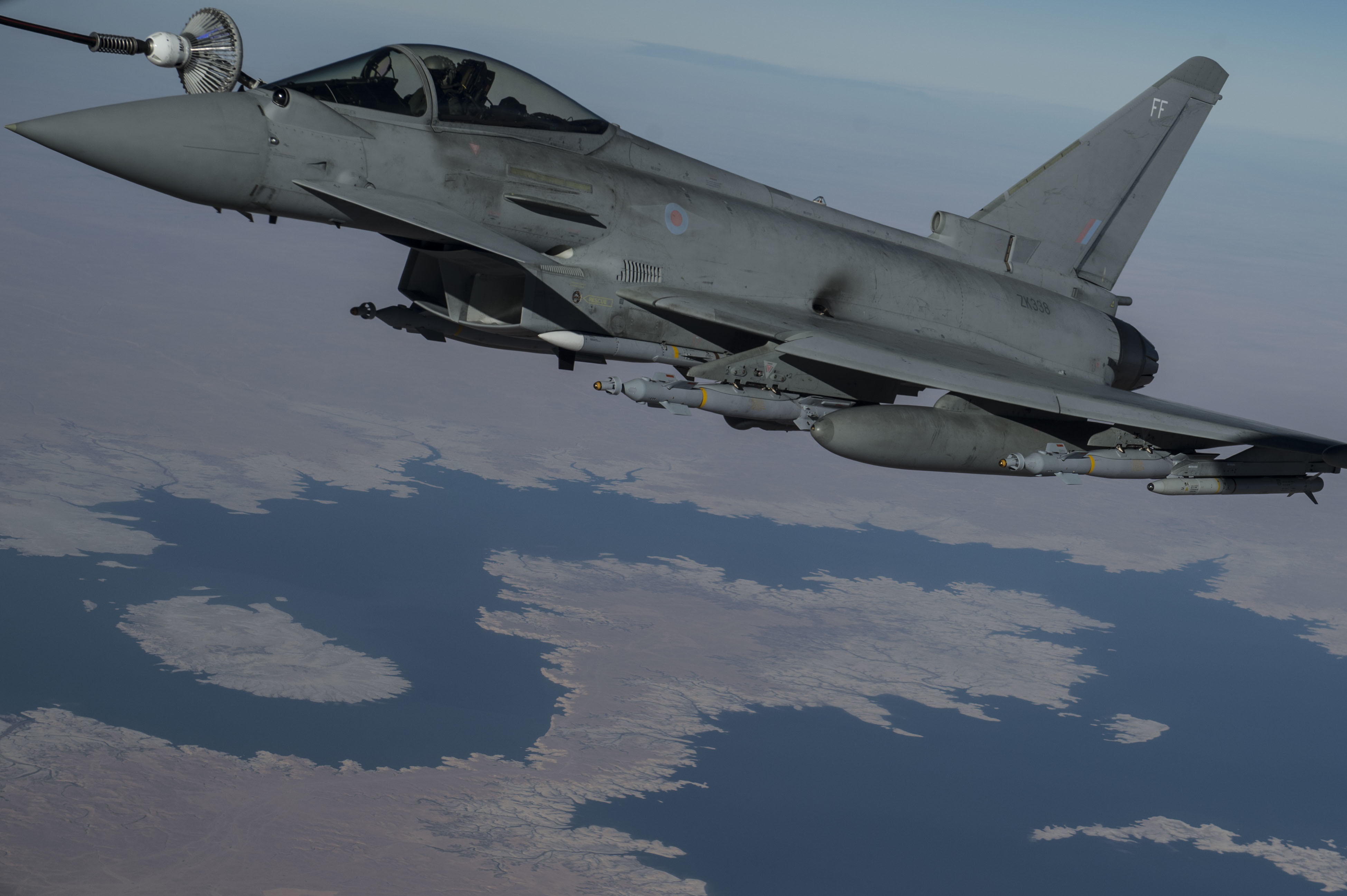
Un Typhoon FGR4 est ravitaillé en Irak par l’armée de l’air américaine le 22 décembre 2015.

Le 2 septembre 2014, l'EIIL a publié une vidéo menaçant de décapiter le citoyen britannique David Haines. Le Premier ministre David Cameron a réagi en affirmant que l'EIIL "disparaîtrait de son existence".
Le 13 septembre 2014, à la suite de la publication d'une vidéo censée montrer la décapitation du citoyen britannique David Haines par Jihadi John de l'EIIL, David Cameron a réagi en déclarant: "Nous ferons tout ce qui est en notre pouvoir pour traquer ces meurtriers et les traduire en justice, aussi longtemps que cela prendra". Le Parlement a été convoqué le 26 septembre 2014 pour débattre de l'autorisation des frappes aériennes britanniques contre l'EIIL en Irak. David Cameron a déclaré aux députés que l'intervention, à la demande du gouvernement irakien, visait à combattre une "organisation terroriste brutale" et que celle-ci était "moralement justifiée". Il a poursuivi en affirmant que l'EIIL constituait une menace directe pour le Royaume-Uni et que l'inaction britannique entraînerait "plus de meurtres" en Irak. Après un débat de sept heures, le Parlement a voté massivement en faveur des frappes aériennes, avec 524 voix pour et 43 contre,. Les 43 «non» ont été votés par 23 députés travaillistes, six députés conservateurs, cinq députés du parti national écossais, trois députés sociaux-démocrates et travaillistes, deux députés de Plaid Cymru, un député libéral démocrate, un député du Parti vert et un député du Parti du respect. Après le vote, le secrétaire à la Défense, Michael Fallon, a déclaré à la BBC que la priorité serait d’arrêter le massacre de civils en Irak et que le Royaume-Uni et ses alliés seraient guidés par les renseignements irakiens et kurdes pour identifier leurs cibles.
La Royal Air Force a entamé des raids armés sur l'Irak immédiatement après le vote, utilisant six Tornado GR4 stationnés sur la RAF Akrotiri à Chypre. La première frappe aérienne a eu lieu le 30 septembre 2014, lorsqu'un binôme de Tornado GR4 a attaqué une position d'armes lourdes de l'EIIL avec une bombe à guidage laser Paveway IV et une camionnette armée en utilisant un missile Brimstone. Le 3 octobre 2014, les six Tornado GR4 ont été renforcés par deux aéronefs supplémentaires, ce qui porte à huit le nombre total d'avions de combat déployés dans le cadre de l'opération Shader. Au cours de la même journée, il a été signalé que la Royal Navy avait chargé le destroyer de type 45 HMS Defender d’escorter le porte-avions USS George H. W. Bush.
Le 16 octobre 2014, le ministère de la Défense a annoncé le déploiement d'un nombre non divulgué de drones Reaper MQ-9 afin de renforcer la surveillance. Cependant, Michael Fallon a déclaré que les Reapers pourraient également mener des frappes aériennes aux côtés des Tornado GR4 si nécessaire.La première frappe aérienne d'un Reaper a eu lieu le 10 novembre 2014. Le 26 septembre 2015 - un an après le début de l'opération, les avions Tornado et Reaper avaient effectué plus de 1 300 missions contre l'EIIL et mené plus de 300 frappes aériennes, faisant plus de 330 morts,,.
Selon le secrétaire à la Défense, Michael Fallon, le Royaume-Uni avait mené un "grand nombre de missions" en Irak au 13 décembre 2014, juste derrière les États-Unis, cinq fois plus que la France. Au 5 février 2015, le Royaume-Uni avait contribué à 6% de tous les raids aériens de la coalition en Irak, une contribution qui venait en seconde place après celle des États-Unis, que le comité spécial de la défense a qualifié de "modeste".
À la date du 14 mars 2017, forces.net a signalé que la RAF avait mené plus de 1 253 frappes en Irak, un chiffre sans précédent.
| Liste des frappes aériennes en 2015 | Liste des frappes aériennes en 2015 |
| ----------------------------------- | --- |
| 2 janvier 2015                      | Un Tornado GR4 a frappé un véhicule de transport de troupes blindé de l'EIIL avec un missile Brimstone près d'Al-Qa'im. Plus tard dans la même journée, un avion de surveillance de la coalition a aperçu des positions de l'EIIL dissimulées dans des bois au nord-ouest de Ramadi. Un Tornado a attaqué les positions à l'aide de bombes à guidage laser Paveway IV. |
| 4 janvier 2015                      | Un Reaper MQ-9, en mission de soutien aux forces terrestres irakiennes, a localisé un véhicule de l'EIIL et l'a engagé avec un missile Hellfire. Quelques instants plus tard, le même Reaper a ensuite identifié une deuxième position EIIL à proximité et l'a attaquée avec un autre missile Hellfire. |
| 5 janvier 2015                      | Une patrouille de Tornado GR4 opérant au-dessus d'Al-Qa'im a détruit un véhicule de chantier de l'EIIL utilisé pour construire des positions fortifiées. Un missile Brimstone a été utilisé pour mener l'attaque. Pendant ce temps, un MQ-9 Reaper, surveillant les troupes irakiennes, a repéré un véhicule blindé transporté par l'EIIL sur un poids lourd. Le Reaper a attaqué et détruit le véhicule blindé et le transporteur avec deux missiles Hellfire, puis a utilisé un troisième missile pour attaquer une position de l'EIIL à proximité. |
| 8 janvier 2015                      | Dans la province d'Anbar, dans l'ouest de l'Irak, un MQ-9 Reaper a fourni un pointage de cibles aux avions de la coalition qui soutenaient les forces terrestres irakiennes. La Reaper a ensuite mené sa propre frappe aérienne à l'aide d'un missile Hellfire. |
| 9 janvier 2015                      | Deux Tornado GR4 d'une patrouille de reconnaissance armée ont été dépêchés pour assister les forces des Peshmerga qui étaient attaquées par des terroristes de l'EIIL. Un Tornado a effectué quatre frappes de précision en utilisant des bombes à guidage laser Paveway IV pour enrailler l'attaque. |
| 13 janvier 2015                     | Un MQ-9 Reaper a fourni un appui aérien aux forces des Peshmergas dans le nord de l'Irak. Un véhicule de l'EIIL a été identifié comme rouvrant une voie de communication terroriste précédemment endommagée par une attaque. Le Reaper a attaqué et détruit le véhicule à l'aide de missiles Hellfire. |
| 16 janvier 2015                     | Une patrouille de Tornado GR4, opérant près de Bayji pour soutenir les forces terrestres irakiennes, a attaqué trois positions de l'EIIL avec des bombes à guidage laser Paveway IV. Une quatrième position a été attaquée à proximité peu de temps après. Au cours de la soirée, un MQ-9 Reaper, opérant ailleurs en Irak, a pu identifier un groupe de terroristes de l'EIIL qui venait d'attaquer une unité irakienne. Le drone Reaper a attaqué les terroristes avec deux missiles Hellfire. |
| 18 janvier 2015                     | Plusieurs frappes aériennes ont eu lieu au cours de la journée. Dans l'après-midi, un MQ-9 Reaper a détruit une position de mitrailleuse lourde qui menaçait les soldats irakiens à proximité. Au cours de la nuit, trois autres attaques ont été menées contre un groupe important de terroristes de l'EIIL qui commençaient une attaque contre les forces terrestres irakiennes. |
| 19 janvier 2015                     | Tôt le matin, une patrouille de Tornado GR4 a participé à une mission de reconnaissance armée au-dessus de l'ouest de l'Irak, près de la frontière syrienne. Le Tornado a identifié un transport de troupes blindé de l'EIIL et l'a détruit à l'aide d'un missile Brimstone. Poursuivant leur patrouille vers le nord-est, les Tornado ont localisé un autre groupe de véhicules de l'EIIL et les ont attaqués avec des bombes à guidage laser Paveway IV. |
| 20 janvier 2015                     | Les avions de la RAF ont fourni un soutien à une opération offensive kurde. Un MQ-9 Reaper a mené avec succès une attaque contre un groupe de terroristes de l'EIIL à l'aide d'un missile Hellfire. |
| 21 janvier 2015                     | Tôt dans la journée, deux Tornado GR4 ont assuré le soutien de troupes kurdes. Un missile Brimstone a été utilisé pour attaquer un camion de l'EIIL lourdement armé, et une bombe à guidage laser Paveway IV a été utilisée pour viser un poste d'observation de l'EIIL. Dans la soirée, un MQ-9 Reaper a renforcé la surveillance des forces de Peshmerga et, au cours d'une série de combats, utilisé des missiles Hellfire pour attaquer un certain nombre de véhicules de l'EIIL et une position de combat. |
| 22 janvier 2015                     | Un MQ-9 Reaper, patrouillant dans le nord de l'Irak, a aidé les forces de Peshmerga qui étaient sous le feu d'un groupe de terroristes de l'EIIL avec un pick-up lourdement armé. Le Reaper a attaqué et détruit le véhicule avec un missile Hellfire. |
| 23 janvier 2015                     | Dans la matinée, un MQ-9 Reaper a apporté son soutien à l'armée irakienne dans l'ouest du pays et a observé des combattants de l'EIIL en train de charger des roquettes dans un camion. Le véhicule a été gardé sous étroite surveillance et a ensuite été attaqué avec succès avec un missile Hellfire. Une autre attaque a ensuite été menée alors que les terroristes tentaient de récupérer le matériel du camion endommagé. |
| 25 janvier 2015                     | Un MQ-9 Reaper fut engagé pour une patrouille dans le nord de l'Irak, offrant aux forces Peshmerga une couverture au moment de consolider leur dernière offensive réussie contre l'EIIL. Le Reaper a pu identifier un transport de troupes blindé de l'EIIL et l'a attaqué à l'aide d'un missile Hellfire. Deux autres positions EIIL ont été identifiées à proximité et attaquées avec des missiles Hellfire. |
| 28 janvier 2015                     | Un avion de détection et de contrôle (AWACS) Sentry AEW1 est arrivé sur la RAF Akrotiri pour appuyer l'opération Shader. |
| 29 janvier 2015                     | Les Tornado GR4 de la RAF ont mené une patrouille de reconnaissance armée dans le nord-ouest de l'Irak, où les forces des Peshmergas ont mené à bien plusieurs offensives contre l'EIIL. Près de Baa’j, les Tornado ont effectué des recherches sur un point de contrôle de l'EIIL, qui servait à restreindre les déplacements de civils. Le poste de contrôle, qui comprenait une salle des gardes et une zone de stockage de matériel, a été détruit à l'aide de plusieurs bombes à guidage laser Paveway IV. À proximité, la patrouille Tornado a ensuite localisé un transport de troupes blindé EIIL et l'a détruit avec succès à l'aide d'un missile Brimstone. |
| 30 janvier 2015                     | Un Reaper MQ-9 opérant en soutien aux forces terrestres irakiennes a mené quatre frappes aériennes avec des missiles Hellfire contre des terroristes de l'EIIL dans l'ouest de l'Irak. |
| 31 janvier 2015                     | Aux premières heures de la matinée, une patrouille de Tornado GR4 a repéré un groupe de véhicules de transport de troupes blindés utilisés par l'EIIL et les a attaqués avec des missiles Brimstone et des bombes à guidage laser Paveway IV. Quelques heures plus tard, un MQ-9 Reaper patrouillait dans l'ouest de l'Irak et a utilisé des missiles Hellfire pour engager un groupe de terroristes de l'EIIL et leur camion. |
| 2 février 2015                      | Tôt dans la journée, une patrouille de Tornado GR4 a fourni un appui aérien rapproché aux opérations de l'armée irakienne à environ 70 kilomètres au nord-ouest de Bagdad et a largué deux bombes à guidage laser Paveway IV sur des positions de l'EIIL engagées dans une fusillade avec les troupes irakiennes. |
| 4 février 2015                      | Deux Tornado GR4 ont mené une patrouille de reconnaissance armée au-dessus de Bayji pour soutenir les forces terrestres irakiennes. Deux véhicules blindés de l'EIIL ont été identifiés dans un bâtiment et ont été attaqués à l'aide de deux bombes à guidage laser Paveway IV, faisant deux coups directs. |
| 5 février 2015                      | Le destroyer de type 45 de la Royal Navy, le HMS Dauntless, a commencé à escorter le porte-avions USS Carl Vinson de l'US Navy alors qu’il avait lancé des frappes aériennes en Irak et en Syrie. |
| 6 février 2015                      | Une patrouille de la RAF composée de Tornado GR4 a collaboré étroitement avec une plate-forme de surveillance de la coalition pour surveiller les forces Peshmerga, engagées dans un combat rapproché avec des terroristes de l'EIIL près de Mossoul. Quand une position de mortier de l'EIIL a ouvert le feu sur Pehsmerga, les Tornados ont pu réagir avec un missile Brimstone qui a été directement au but. |
| 7 février 2015                      | Tôt le matin, deux Tornado GR4 patrouillaient dans l'ouest de l'Irak, près d'Al Qa’im, près de la frontière syrienne quand deux camions de l'EIIL lourdement armés ont été identifiés et attaqués avec des missiles Brimstone. Les Tornados ont également localisé un transport de troupes blindé de l'EIIL et mené une nouvelle attaque à Brimstone. |
| 9 février 2015                      | Un MQ-9 Reaper survolant l'ouest de l'Irak a repéré un point de contrôle tenu par l'EIIL, privant la population locale de toute liberté de mouvement. Après avoir vérifié la zone pour voir s'il y avait un risque pour les civils, l'équipe du Reaper a attaqué le poste de contrôle avec un missile Hellfire. |
| 13 février 2015                     | Un MQ-9 Reaper a fourni un appui aérien rapproché à une unité irakienne en lutte contre des terroristes de l'EIIL dans la province de Diyala. Le Reaper a repéré une mitrailleuse tirant sur les troupes irakiennes et a mené une attaque réussie avec un missile Hellfire. Une deuxième mitrailleuse a ensuite ouvert le feu sur les Irakiens, et le Reaper a effectué une nouvelle frappe avec un autre Hellfire. |
| 18 février 2015                     | Deux Tornado GR4 ont été chargés d'enquêter sur des travaux d'ingénierie présumés menés par l'EIIL près d'une installation pétrolière dans l'ouest de l'Irak. Les Tornados ont localisé un bulldozer utilisé par l'EIIL et l'ont détruit avec une bombe à guidage laser Paveway IV. Une camionnette armée a également été identifiée et frappée avec un Paveway. Les Tornados étaient comme d'habitude appuyés par un avion de ravitaillement en vol Voyager, tandis qu'un avion de surveillance et de contrôle Sentry aidait à coordonner la campagne aérienne de la coalition internationale pour soutenir les forces irakiennes. |
| 19 février 2015                     | Deux Tornado GR4 ont fourni un appui aérien rapproché aux forces des Peshmergas dans le nord de l'Irak. Les Peshmergas ont signalé avoir été la cible de tirs de roquettes. Après une recherche intensive, les Tornados ont pu localiser un lance-roquettes de l'EIIL monté sur un camion et l'ont attaqué, lui infligeant un tir direct avec un missile Brimstone. |
| 20 février 2015                     | Deux Tornado GR4 ont identifié une position de l'EIIL dans le nord-ouest de l'Irak, sur les rives du Tigre, et l'ont attaquée avec une bombe à guidage laser Paveway IV. |
| 23 février 2015                     | Une patrouille de Tornao opérant dans l'extrême ouest de l'Irak a identifié un véhicule armé de l'EIIL et l'a attaqué avec un missile Brimstone. Les navires de la Royal Navy ont continué d'appuyer les marines de la coalition dans leurs opérations contre l'EIIL. La frégate de type 23 HMS Kent (F78) (en) a rejoint le groupement tactique du porte-avions Charles de Gaulle, tandis que le destroyer de type 45 HMS Dauntless a continué à escorter le USS Carl Vinson. |
| 24 février 2015                     | Les Tornado GR4 ont fourni un appui aérien rapproché aux forces terrestres irakiennes engagées dans un combat rapproché avec l'EIIL dans la province d'Anbar. Un grand bâtiment, utilisé comme bastion par l'EIIL, a été identifié et une attaque de précision a été menée à l'aide d'une bombe à guidage laser Paveway IV qui a démoli le bâtiment sans mettre en danger les forces amies. |
| 25 février 2015                     | Un MQ-9 Reaper a utilisé des missiles Hellfire pour attaquer deux positions de l'EIIL qui tiraient sur des soldats irakiens dans la province d'Anbar. |
| 26 février 2015                     | Un MQ-9 Reaper a fourni un appui aérien rapproché aux soldats irakiens engagés dans des combats rapprochés avec l'EIIL dans l'ouest du pays. Le Reaper a utilisé des missiles Hellfire pour attaquer un groupe de terroristes et une position de mitrailleuse lourde. Un second Reaper a également permis aux soldats irakiens de recevoir un appui aérien dans la nuit, identifiant deux autres positions de l'EIIL, qui ont été touchées par des appareils de la coalition. La Reaper a alors repéré une autre position terroriste, tirant sur les troupes irakiennes, et est intervenue avec une frappe réussie de Hellfire. |
| 27 février 2015                     | Aux premières heures de la matinée, une patrouille de Tornado GR4 de la RAF a effectué une opération de reconnaissance au nord-ouest de Haditha. Un véhicule de transport de troupes blindé de l'EIIL a été localisé et détruit avec un missile Brimstone. Plus tard vendredi, les forces irakiennes ont appelé un Reaper pour faire face à un engin explosif improvisé transporté par un véhicule. Le véhicule a été détruit avec succès par Hellfire. |
| 1er mars 2015                       | Un MQ-9 Reaper a suivi un camion de l'EIIL chargé d'armes et de munitions et l'a détruit avec un missile Hellfire. |
| 2 mars 2015                         | Deux Tornado GR4 ont attaqué une série de positions fortifiées au sud de Kirkouk. Ces bunkers constituaient une menace potentielle pour les opérations offensives des forces des Peshmergas, qui ont également bénéficié d'équipements et d'une formation poussée dispensée par des instructeurs britanniques et militaires. Pendant ce temps, dans l'ouest de l'Irak, les Reapers de la RAF fournissaient un appui aérien rapproché à l'offensive de l'armée irakienne dans la province d'Anbar. Les terroristes de l'EIIL en retraite ont cherché à bloquer l'avance irakienne avec de nombreux engins explosifs improvisés. Une bombe embarquée dans un véhicule a constitué un obstacle particulier pour les forces terrestres irakiennes. Un Reaper a donc détruit le véhicule avec un missile Hellfire. Plus tard dans la nuit, un autre Reaper a aidé les troupes irakiennes qui avaient été attaquées par les terroristes, en effectuant un tir de missile Helfire. |
| 4 mars 2015                         | Un MQ-9 Reaper, qui fournissait un appui aérien aux unités de l'armée irakienne, a repéré le canon d'une arme de gros calibre. Une enquête approfondie a permis à l'équipage du Reaper de localiser une pièce d'artillerie remorquée par l'EIIL, qui a ensuite été détruite avec un missile Hellfire. |
| 5 mars 2015                         | Les MQ-9 Reapers ont continué à fournir un appui aérien rapproché aux forces terrestres irakiennes dans l'ouest du pays. Un véhicule de l'EIIL a été détruit au cours de la matinée. Plus tard dans la soirée, un point de contrôle des véhicules de l'EIIL a été neutralisé, la tentative de terroristes d'attaquer les troupes irakiennes a été perturbée par trois frappes missiles réussies, et un camion de ramassage armé a finalement été détruit tard dans la nuit. |
| 8 mars 2015                         | Une patrouille de reconnaissance armée MQ-9 Reaper a surveillé l'attaque d'un camion terroriste armé par la coalition, puis a mené une attaque Hellfire contre un deuxième véhicule. |
| 9 mars 2015                         | Une patrouille de deux Tornado GR4 a mené un appui aérien rapproché au profit des forces Peshmerga lors de l'offensive au sud de Kirkouk. Lorsque les Peshmerga ont été attaqués par des terroristes appartenant à l'EIIL, les Tornado ont pu mener des frappes réussies avec des bombes à guidage laser Paveway IV. |
| 11 mars 2015                        | Une patrouille de Tornado GR4 a localisé une pièce d'artillerie lourde de 130 mm camouflée près d'Al Qaim, dans l'ouest de l'Irak, et l'a détruite avec des missiles Brimstone. Les Tornado GR4, ainsi que les avions de surveillance Sentry et Voyager, ont fourni un appui aérien rapproché aux forces Peshmerga engagées dans l'élimination des bastions de l'EIIL dans et autour de la ville de Sinjar. Le dispositif a identifié une position de l'EIIL qui tirait sur une unité kurde en progression. Travaillant en étroite collaboration avec les forces de Peshmerga, les Tornado GR4 ont mené une attaque de précision avec une bombe à guidage laser Paveway IV, qui a réussi à détruire la position. Un peu plus tard, une deuxième place forte a été identifiée, il s'agissait d'une base utilisée par une équipe de mitrailleuses terroristes, qui a également été attaquée avec succès avec une bombe à guidage laser Paveway IV. Plus tard le même jour, un Reaper de la RAF a fourni un soutien similaire aux unités militaires irakiennes dans la province d'Anbar. L'équipage du Reaper a suivi les véhicules de l'EIIL se déplaçant à grande vitesse sur la route et en a détruit deux avec des missiles Hellfire. Le Reaper a ensuite travaillé en étroite collaboration pour définir des cibles et fournir un soutien en matière de surveillance pour cinq autres frappes de la part d’autres aéronefs de la coalition sur des positions ennemies dans la région. |
| 13 mars 2015                        | Une patrouille du Tornado GR4 a identifié un camion armé de l'EIIL, qui tirait sur les forces de Peshmerga, et l'a détruit avec un missile Brimstone. Les Tornado ont ensuite utilisé des bombes à guidage laser Paveway IV pour attaquer avec succès deux bâtiments dans lesquels des terroristes avaient pris position. |
| 14 mars 2015                        | Les Tornado GR4 ont offert un soutien à l'armée irakienne au nord-ouest de Haditha. Un véhicule de transport de troupes blindé de l'EIIL et un autre véhicule terroriste armé ont été identifiés et tous deux ont été touchés par des missiles Brimstone. |
| 15 mars 2015                        | Une patrouille Tornado GR4 a attaqué les défenses de l'EIIL autour de Mossoul avec des bombes à guidage laser Paveway IV et des missiles Brimstone. Une autre mission a été menée par des Tornado GR4 dans les premières heures de la journée, il s'agissait d'une attaque avec un Brimstone sur un véhicule utilisé pour créer des défenses à Anah, près du lac Haditha. |
| 17 mars 2015                        | Une patrouille du Tornado GR4 a effectué de nombreuses opérations de reconnaissance avant d’enquêter sur des informations selon lesquelles du matériel de génie serait utilisé par l'EIIL pour construire des positions défensives. Deux excavatrices ont été localisées et détruites avec un missile Brimstone et une bombe à guidage laser Paveway IV. |
| 19 mars 2015                        | Une patrouille de Tornado GR4 est venue en aide aux forces Peshmerga qui avançaient vers le nord-est de Mossoul. Travaillant en étroite collaboration avec les forces kurdes, malgré des conditions météorologiques difficiles, l'avion Tornado a été en mesure de mener des attaques de précision avec deux bombes laser Paveway IV contre une mitrailleuse lourde et des positions d'armes de l'EIIL. |
| 23 mars 2015                        | Le ministère de la Défense a annoncé le déploiement de deux avions Raytheon Sentinel ISTAR pour faciliter la surveillance. |
| 24 mars 2015                        | Un drone Reaper de la RAF a fourni un soutien aux unités irakiennes opérant dans la province occidentale d’Anbar. Des missiles Hellfire ont été utilisés contre un véhicule de l'EIIL et deux positions. |
| 26 mars 2015                        | Les Tornado GR4, appuyés par un ravitailleur Voyager, ont utilisé des bombes à guidage laser Paveway IV pour attaquer trois forteresses de l'EIIL à Tikrit. |
| 27 mars 2015                        | Des Tornado GR4 de la RAF Akrotiri ont mené une mission de reconnaissance armée dans la région de Mossoul, au cours de laquelle ils ont identifié une excavatrice utilisée par l'EIIL pour construire des positions défensives contre les offensives irakiennes et kurdes en cours afin de libérer la population locale de l'oppression des terroristes. Un missile Brimstone a frappé le véhicule et l'a détruit. |
| 29 mars 2015                        | Une patrouille de Tornado GR4 a fourni un appui aérien rapproché aux forces irakiennes près de Tikrit. Un missile Brimstone a été utilisé pour détruire un transport de troupes blindé de l'EIIL placé sous un pont routier. |
| 31 mars 2015                        | Les drones Reaper de la RAF ont fourni une surveillance aux forces irakiennes. L'un des Reaper a lancé une attaque au missile Hellfire sur une position terroriste qui dirigeait des tirs d'armes à feu légères et de roquettes sur une unité de l'armée irakienne en progression. |
| 2 avril 2015                        | Deux Tornado GR4 ont effectué une patrouille de reconnaissance armée et apporté un soutien aux forces Peshmerga près de Sinjar, dont l'avancée les avait mises en contact avec une position de mitrailleuse lourde de l'EIIL dans un bâtiment. Les Tornado GR4 ont pu démolir la position avec une paire de bombes à guidage laser Paveway IV. |
| 3 avril 2015                        | Une patrouille de Tornado GR4 a mené une série intensive d'attaques réussies pour aider à contrecarrer une tentative d'attaque de l'EIIL au sud-est de Mossoul. La première cible était un véhicule qui fut touché par un missile Brimstone. Deux autres missiles Brimstone et quatre bombes à guidage laser Paveway IV ont été utilisés contre une camionnette armée et cinq positions terroristes. |
| 5 avril 2015                        | Les Tornado GR4 ont fourni un appui aérien à des unités militaires irakiennes près de Ramadi, qui avaient été la cible de tirs de l'EIIL. Une attaque réussie a été menée sur le bâtiment à l’aide d’une bombe à guidage laser Paveway IV. |
| 10 avril 2015                       | Deux Tornado GR4 ont mené une patrouille de reconnaissance armée au-dessus de Mossoul et ont détruit un véhicule de l'EIIL avec une bombe à guidage laser Paveway IV. |
| 11 avril 2015                       | Une mission menée par des Tornado GR4 a fourni un appui aux troupes iraquiennes dans la province d'Anbar et a permis d'identifier une usine utilisée par l'EIIL pour la fabrication d'engins explosifs improvisés installées dans des véhicules. Les GR4 ont attaqué quatre cibles de l’usine à l’aide de Paveway IV. |
| 13 avril 2015                       | Les Tornado GR4 apportent une nouvelle fois un appui aérien rapproché aux forces terrestres irakiennes, à Bayji et aux alentours. Patrouillant devant les troupes irakiennes, des avions de la RAF ont réussi à attaquer quatre bâtiments situés dans un complexe militaire de l'EIIL avec des Paveway IV. Plus tard, une patrouille de reconnaissance de Tornado GR4 a fourni un appui aérien à une opération militaire irakienne, permettant de débusquer les terroristes des positions situées au nord de Ramadi. Un autre avion de la coalition a réussi à localiser un bâtiment depuis lequel des terroristes tiraient sur les troupes irakiennes qui avançaient. L'avion de la RAF a mené une attaque réussie avec une bombe à guidage laser Paveway IV. |
| 14 avril 2015                       | Les Tornado GR4 ont apporté un soutien aux opérations irakiennes au cours desquelles ils ont engagé un véhicule blindé de l'EIIL avec un missile Brimstone. |
| 15 avril 2015                       | Une patrouille de Tornado GR4 armés de Paveway IV a aidé les troupes irakiennes près de Bayji en identifiant et en attaquant avec succès une position de mortier de l'EIIL. Les Tornado ont ensuite mené une nouvelle frappe réussie contre un bâtiment depuis lequel des terroristes tiraient sur les troupes irakiennes. Plus tard dans la journée, un autre avion de la coalition a demandé à une patrouille de la RAF qui soutenait des unités iraquiennes dans la province d'Anbar, d'attaquer un véhicule de l'EIIL en train de démolir une chaussée afin de bloquer l'avance irakienne, un missile Hellfire a détruit le véhicule. |
| 16 avril 2015                       | Un Reaper a fourni une surveillance et a utilisé ses Hellfires pour attaquer une position de l'EIIL et un véhicule armé. |
| 17 avril 2015                       | Une frappe de Reaper a permis d'éliminer un important engin explosif improvisé (IED) embarqué dans un véhicule. |
| 19 avril 2015                       | Un Reaper a découvert des terroristes qui tentaient de placer un engin piégé, le drone tira un missile Hellfire qui fit exploser la bombe. Le même appareil a ensuite engagé un véhicule de l'EIIL portant des armes lourdes. |
| 20 avril 2015                       | Un Reaper opérant avant une avancée irakienne dans la province d'Anbar a identifié une embuscade préparée par l'EIIL. Ceux-ci ont été touchés par des missiles Hellfire. Plus tard dans la matinée, un Reaper a identifié un bulldozer utilisé par les terroristes de l'EIIL pour construire un barrage routier en prévision de l'avancée de l'armée irakienne et l'a détruit à l'aide d'un missile Hellfire. |
| 21 avril 2015                       | Un Reaper a repéré des terroristes occupant un poste de contrôle destiné à empêcher la population civile de circuler librement; une attaque réussie de Hellfire a été menée sur la position. |
| 22 avril 2015                       | Un Reaper a fourni un appui en matière de surveillance à deux attaques de la coalition lancées contre des positions de l'EIIL, puis, a lancé sa propre attaque avec un missile Hellfire contre un groupe terroriste surpris en train de positionner un engin explosif improvisé (IED). |
| 24 avril 2015                       | Les Tornado GR4 de la RAF Akrotiri, appuyés par un tanker Voyager, ont également poursuivi leurs missions de combat. Dans la nuit de vendredi à samedi, une patrouille de Tornado a fourni un appui aérien rapproché à une unité irakienne près de Ramadi, où les forces gouvernementales ont récemment connu un certain nombre de succès en chassant les terroristes. Les troupes irakiennes ont signalé avoir été attaquées par des tireurs isolés situés dans un bâtiment; malgré la proximité des troupes irakiennes, les Tornado GR4 ont pu mener une attaque précise avec une bombe guidée Paveway IV qui a détruit la position ennemie sans risque pour les forces amies. Peu de temps après, d'autres terroristes ont été identifiés, se regroupant dans un bâtiment voisin, qui a également été touché par une bombe de Paveway. |
| 27 avril 2015                       | Les avions de la RAF ont frappé sept cibles, dont un QG et des bâtiments de stockage d’armes. Plus tard dans la nuit, une deuxième patrouille de Tornado la RAF a fourni un soutien supplémentaire aux forces kurdes et a détruit une position terroriste avec un Paveway. |
| 28 avril 2015                       | Un drone MQ-9 Reaper a soutenu les troupes irakiennes dans la province d'Anbar, dans l'ouest de l'Irak. À l'aide de l'équipement de surveillance avancée de l'appareil, l'équipage a identifié un groupe terroriste enterrant un piège explosif; un missile Hellfire du Reaper fut tiré pour neutraliser la cible. Le Reaper a ensuite suivi le mouvement d'un groupe de mitrailleuses lourdes de l'EIIL vers l'un de ses complexes, permettant ainsi une frappe aérienne menée par un avion de la coalition. Un autre Reaper a repris la mission de soutien dans la même zone le lendemain et a aidé les troupes irakiennes en détruisant un canon antichar. |
| 3 mai 2015                          | Deux Tornado GR4 ont apporté un soutien direct aux troupes irakiennes près de Bayji et ont mené une attaque réussie avec une bombe à guidage laser Paveway sur une position dissimulée de l'EIIL. Peu de temps après, un Reaper dans la province d'Anbar a pu identifier deux véhicules de génie que l'EIIL utilisait pour construire des positions défensives - les deux véhicules ont été détruits avec des missiles Hellfire. |
| 4 mai 2015                          | Les Tornado GR4 ont également aidé les troupes irakiennes lundi soir; tout en essayant d’évacuer des camarades blessés, les soldats ont été la cible de tirs nourris par des terroristes placés dans deux bâtiments. Malgré la proximité des forces amies, une planification minutieuse et la précision du système Paveway ont permis aux Tornado de détruire les deux positions terroristes et d'éliminer la menace pesant sur les troupes sur le terrain. |
| 6 mai 2015                          | Les Tornado GR4 ont apporté leur soutien aux peshmergas kurdes situés près de Mossoul et ont mené des frappes aériennes avec des Paveways sur des positions de tireur d’élite et de mitrailleuse lourdes de l'EIIL. Un Reaper de la RAF participa au soutien des troupes irakiennes dans la province d'Anbar. L'équipage du Reaper a utilisé les systèmes de surveillance avancés de l'appareil pour identifier une position de mitrailleuse lourde, qui a été attaquée avec succès avec un missile Hellfire. Deux autres postes de l'EIIL ont également été frappés peu de temps après. |
| 7 mai 2015                          | Les Tornado GR4 soutenant les forces kurdes au nord de Mossoul ont détruit une position terroriste de mitrailleuse lourde qui avait ouvert le feu sur les peshmergas. |
| 13 mai 2015                         | Les MQ-9 Reapers ont mené avec succès d'autres frappes contre un véhicule lourd. Un autre Reaper opérant dans le nord de l'Irak le même jour utilisa ses Hellfires pour attaquer les combattants de l'EIIL et un véhicule de génie. |
| 14 mai 2015                         | Des Tornado GR4 en mission de reconnaissance ont été chargés d’attaquer un bâtiment situé près de Bayjii où la surveillance de la coalition avait confirmé la formation de terroristes; une bombe guidée Paveway IV a frappé directement la cible. |
| 15 mai 2015                         | Lorsque l'EIIL a lancé son attaque contre des bâtiments du gouvernement à Ramadi, un avion de la RAF figurait parmi les avions de la coalition venus au secours des forces de sécurité irakiennes. Il a été capable de détruire une position terroriste avec un missile Hellfire. Au même moment, les Tornado GR4, basés à la RAF Akrotiri et appuyés par un ravitailleur Voyager, ont utilisé des bombes à guidage laser Paveway pour démolir un bâtiment tenu par l'EIIL près de Bayji. |
| 17 mai 2015                         | Les Tornado GR4 ont de nouveau soutenu les opérations de l'armée irakienne dans la région de Bayji et ont détruit avec un missile Brimstone une voiture piégée que les terroristes avaient placée devant l'avancée des troupes irakiennes. Un Reaper a continué à soutenir les forces irakiennes dans la province d'Anbar, notamment en fournissant une assistance aux frappes aériennes de la coalition à Ramadi. |
| 18 mai 2015                         | Un Reaper a assisté deux frappes aériennes de la coalition sur des positions terroristes, y compris sur un groupe de mitrailleuses lourdes, puis a mené une troisième frappe avec un Hellfire. |
| 19 mai 2015                         | Un Reaper et deux Tornado GR4 ont patrouillé dans le nord de l'Irak, où les peshmergas menaient des opérations offensives contre les terroristes de l'EIIL. Le Reaper a attaqué un bunker avec un missile Hellfire, puis a aidé à diriger trois attaques de Tornado contre une position d'artillerie et deux autres bunkers. Les Tornados ont ensuite détruit une position de mitrailleuse lourde avec un Paveway. Le Reaper a mené une autre attaque en détruisant un véhicule lourdement armé se déplaçant à grande vitesse. Un autre Reaper de la RAF a utilisé un Helfire pour détruire un mortier qui tirait sur les troupes irakiennes dans la province d’Anbar. |
| 20 mai 2015                         | Les Tornados ont frappé un stock d'armes avec Paveways et les opérations dans le nord de l'Irak se sont poursuivies le lendemain, détruisant une position d'armes lourdes de l'EIIL dans un bâtiment. Ils ont ensuite attaqué une autre cache d'armes dans un tunnel et, au cours de cette frappe, une position camouflée à proximité a été repérée par l'équipage, confirmée hostile et également bombardée. |
| 22 mai 2015                         | Dans l’ouest du pays, les Reaper ont continué à soutenir les forces irakiennes dans la province d’Anbar. Le vendredi 22 mai, un Reaper a engagé avec succès des terroristes enterrant des engins explosifs improvisés le long d'une route. L'appareil a ensuite soutenu une frappe menée par des chasseurs de la coalition sur un bâtiment tenu par l'EIIL. |
| 24 mai 2015                         | Un Reaper dans la province d'Anbar a attaqué un véhicule blindé de l'EIIL en combat rapproché avec les forces irakiennes au moyen d'un Hellfire, puis a assuré la surveillance de quatre frappes réussies d'aéronefs de la coalition sur des bâtiments de l'EIIL et d'un bulldozer bourré d'explosifs destinés à attaquer les troupes irakiennes. |
| 27 mai 2015                         | Les Reapers ont suivi un groupe terroriste qui stockait des explosifs dans le désert, engageant avec succès les terroristes et les détruisant. Des Tornado de la RAF Akrotiri ont apporté leur soutien au peshmerga kurde du nord de l'Irak, utilisant un missile Brimstone pour détruire un camion armé dissimulé. Les peshmergas ont ensuite été la cible de deux mitrailleuses lourdes de l'EIIL; les Tornados ont attaqué avec une paire de bombes guidées Paveway IV, frappant les deux cibles. |
| 31 mai 2015                         | Un Reaper a détruit du matériel lourd utilisé par l'EIIL pour entretenir une voie d'approvisionnement utilisant un pont traversant l'Euphrate. Les Tornados ont ensuite assisté les opérations peshmerga près de Sinjar, en utilisant des bombes Paveway pour détruire deux bâtiments à partir desquels une mitrailleuse terroriste et un mortier monté sur véhicule tiraient. |
| 3 juin 2015                         | Une patrouille Tornado dans le nord de l'Irak a détruit une position de mitrailleuse lourde de l'EIIL. |
| 4 juin 2015                         | Une patrouille de Tornado a utilisé des bombes Paveway pour détruire un bâtiment depuis lequel des terroristes tiraient sur des soldats peshmergas en progression, puis un entrepôt d’approvisionnement de l'EIIL au nord de Mossoul. Dans l'ouest de l'Irak, un Reaper a détruit un véhicule et une remorque transportant des munitions. |
| 5 juin 2015                         | Dans les premières heures de la matinée, les Tornados ont fourni un soutien supplémentaire à l'armée irakienne dans la province d'Anbar, en attaquant une cache d'armes de l'EIIL et une position de mortier. Plus tard, un Reaper a assuré le contrôle des troupes irakiennes dans la province d'Anbar. En patrouillant au-dessus d'un complexe connu de l'EIIL, les opérateurs de la Reaper ont observé un groupe de terroristes déchargeant des fournitures d'un véhicule et ont mené à bien une attaque au moyen d'une bombe guidée GBU-12. |
| 7 juin 2015                         | Un Reaper a suivi un camion de l'EIIL se déplaçant à grande vitesse près de la frontière avec la Syrie et l'a détruit avec un missile Hellfire. Cette nuit-là, une patrouille de Tornado GR4 de la RAF a fourni un appui aux peshmergas kurdes du nord du pays et à l'armée irakienne plus au sud. Près de Sinjar, les peshmergas sont entrés en contact avec un groupe de l'EIIL armé de roquettes, qui étaient retranchés à l'intérieur d'un bâtiment. Les Tornado ont réussi à détruire le bâtiment avec une bombe guidée Paveway IV. Les deux Tornados se sont ensuite dirigés vers le sud, dans la région de Bayji, où un groupe de terroristes s'était rassemblé dans un grand bâtiment pour préparer l'attaque d'une unité de l'armée irakienne. Une frappe avec deux Paveways a démoli le bâtiment. |
| 10 juin 2015                        | Un Reaper patrouillant près de la frontière irakienne avec la Syrie a détruit un véhicule de l'EIIL. |
| 11 juin 2015                        | Deux Tornado GR4 ont fourni un appui aérien rapproché à des peshmergas en progression situés près de Sinjar, qui avaient été pris pour cible par une équipe de tireurs d’élite de l’EIIL située dans un bâtiment isolé; la position a été démolie par un coup direct d'un Paveway. Les GR4 ont ensuite pris la direction du sud pour assister l'armée irakienne près d'Ar-Rutbah, où ils ont utilisé un missile Brimstone pour détruire un véhicule blindé de transport de troupes terroriste. |
| 12 juin 2015                        | Une offensive, appuyée par la RAF et d’autres avions de la coalition, a réussi à repousser les terroristes à l’ouest de Kirkouk. Un certain nombre de villages dans lesquels l'EIIL a chassé la population civile se trouvent dans cette zone. Les villages déserts ont ensuite été transformés en grandes forteresses fortifiées et en camps d'entraînement terroristes. Plusieurs d'entre eux ont déjà été ciblés par des avions de la coalition et repris par les peshmergas. Une vaste opération coordonnée s'est concentrée sur un emplacement situé derrière la ligne de front actuelle, à l'ouest de Kirkuk et au nord de Bayji. Une reconnaissance étendue a permis d'identifier un grand nombre de cibles terroristes à l'intérieur du périmètre du complexe. Une planification minutieuse a permis à plusieurs avions de la coalition, dont les Tornado GR4 de la RAF, qui ont largué dix bombes à guidage laser Paveway IV, de mener une frappe aérienne coordonnée sur ces cibles clés et de perturber les efforts de l'EIIL. |
| 14 juin 2015                        | Deux Tornado GR4 ont mené avec succès une série de trois attaques avec des Paveways contre un groupe terroriste de l'EIIL armé de roquettes et de mitrailleuses lourdes, engagé dans un combat contre les forces kurdes. |
| 16 juin 2015                        | Un Reaper de la RAF a mené une mission de reconnaissance armée au-dessus de l'ouest de l'Irak. Lors de l'enquête sur l'emplacement présumé d'une cache d'armes dissimulée par l'EIIL, un certain nombre de terroristes ont été identifiés en train de charger un véhicule d'armes et de fournitures. L'équipage de la Reaper a confirmé qu'il n'y avait pas de civils en danger à proximité et a détruit le véhicule avec un missile Hellfire. Le Reaper a également fourni un soutien en matière de surveillance lors d’une nouvelle attaque contre une position terroriste proche par un chasseur de la coalition. |
| 17 juin 2015                        | Les Tornado GR4 de la RAF Akrotiri ont été dans le nord-ouest de l'Irak pour fournir un appui aérien rapproché aux opérations de peshmerga dans la région. Les Tornado ont pris la relève d'une autre mission de la coalition, et ont utilisé des bombes guidées Paveway IV pour frapper trois autres positions terroristes ayant ouvert le feu sur les forces kurdes, dont deux mitrailleuses lourdes de l'EIIL. |
| 21 juin 2015                        | Les Tornado GR4, appuyés par un tanker Voyager, ont décollé de la RAF Akrotiri pour fournir un appui aérien rapproché aux peshmergas kurdes. Au cours d'une patrouille de grande envergure dans le nord de l'Irak, le GR4 a répondu aux demandes d'assistance des peshmergas, alors que des positions terroristes de l'EIIL étaient rencontrées. Dans le nord-ouest, près de Tal Afar, un avion de la RAF a mené une attaque réussie à l'aide d'une bombe guidée Paveway IV sur une position de mortier qui avait ouvert le feu sur les troupes kurdes. Ils ont ensuite détruit un deuxième groupe de mortiers opérant à partir d'un bâtiment situé près de Kisik avant de se diriger vers l'est jusqu'à Mossoul, où se trouvait une position de mitrailleuse lourde tirant depuis un bâtiment. Cette dernière a été détruite par une autre attaque précise de Paveway. Dans l'ouest du pays, un Reaper de la RAF a assuré le suivi des opérations de l'armée irakienne dans la province d'Anbar. Au cours de cette patrouille, l'équipage de la Reaper a identifié un véhicule utilisé par les terroristes de l'EIIL et l'a frappé avec un missile Hellfire. |
| 23 juin 2015                        | Les Tornado GR4 de la RAF Akrotiri, appuyés par un tanker Voyager, ont fourni un appui aérien rapproché aux peshmergas kurdes combattant les terroristes dans le nord de l'Irak. Près de Kisik, une unité kurde a indiqué qu'elle participait à un échange de coups de feu avec un groupe terroriste, qui leur tirait dessus depuis un bâtiment fortifié. Les Tornado de la RAF ont touché le bâtiment directement avec une bombe guidée Paveway IV, et les peshmergas ont par la suite signalé que le groupe de l'EIIL avait été détruit. |
| 26 juin 2015                        | Un Reaper en patrouille au-dessus de l'ouest de l'Irak a localisé un véhicule de génie, utilisé par l'EIIL pour construire des défenses dans la région. Malgré les efforts déployés pour dissimuler le véhicule, le Reaper réussit à détruire la cible avec un missile Hellfire. |
| 28 juin 2015                        | Les soldats irakiens combattant l'EIIL dans la région de Bayji ont également reçu un appui aérien de la RAF. Les Tornado GR4, travaillant en étroite collaboration avec un avion de surveillance de la coalition, ont pu suivre un groupe de terroristes dans un véhicule et le frapper avec une bombe Paveway IV. |
| 29 juin 2015                        | Un Reaper a repéré un autre véhicule de génie civil dans l'ouest de l'Irak, utilisé pour ouvrir une voie d'approvisionnement aux terroristes. Bien que les opérateurs de l'EIIL aient tenté de cacher leur véhicule, l'équipage du Reaper a été en mesure de placer son appareil dans une position idéale pour une attaque précise qui a détruit le bulldozer. |
| 1er juillet 2015                    | Un Reaper a patrouillé dans l'ouest de l'Irak pour soutenir les unités de l'armée irakienne opérant dans la région. Une autre patrouille aérienne de la coalition avait identifié un véhicule de génie utilisé par les terroristes de l'EIIL pour construire des positions défensives, le Reaper put mener à bien une attaque sur le véhicule à l'aide d'un missile Hellfire. Plus tard dans la journée, les Tornado GR4 de la RAF Akrotiri, assistés par un ravitailleur Voyager, ont fourni un appui aérien rapproché à l'armée irakienne au sud-est de Fallujah. Une plateforme de surveillance de la coalition a localisé un groupe de mortier de l'EIIL, permettant aux Tornado de mener à bien une attaque avec un missile Brimstone. Les Tornados ont également largué des bombes guidées Paveway IV sur un réseau de tunnels dans la même zone. |
| 2 juillet 2015                      | Un Reaper a détruit un engin de chantier dans l'ouest de l'Irak et une patrouille de Tornados a continué de soutenir les forces irakiennes près de Falloujah, utilisant des Paveways pour attaquer un réseau de positions de combat en prévision d'une avance irakienne. |
| 5 juillet 2015                      | Les Tornado GR4 opérant dans le nord de l'Irak ont apporté leur soutien à la progression des peshmergas kurdes lorsqu'ils ont rencontré une série de positions terroristes de mitrailleuses lourdes. Deux ont été frappés par des missiles Brimstone et la troisième par un Paveway IV. |
| 6 juillet 2015                      | Un Reaper a suivi un véhicule de transport de troupes blindé de l'EIIL utilisé pour combattre les troupes irakiennes. Bien que les terroristes aient tenté de dissimuler leur véhicule dans une palmeraie, le Reaper put le repérer et le détruire. |
| 9 juillet 2015                      | Un Reaper a observé des terroristes de l'EIIL transformant une camionnette blindée en voiture piégée. Malgré le fait que la cible ait été garée dans une baie couverte, l’équipage de la Reaper a pu frapper directement avec un missile Hellfire qui a détruit le véhicule. Plus tard, ils ont surveillé de près un groupe de terroristes chargeant une camionnette avec des munitions, Reaper mena une attaque avec un Helfire. L'explosion qui en a résulté a détruit le camion de munitions et un autre véhicule de l'EIIL à proximité. |
| 10 juillet 2015                     | Des Tornado GR4 de la RAF Akrotiri, appuyés par un tanker Voyager, patrouillaient près de Habbaniyah, dans l'ouest de l'Irak, afin de soutenir les unités de l'armée irakienne opérant dans la région. Un avion de surveillance de la coalition a identifié une position de mortier de l'EIIL qui avait ouvert le feu sur les troupes irakiennes, la position fut frappée par les Tornado GR4 à l'aide d'un missile Brimstone. Plus tard dans la nuit, une autre patrouille de Tornado GR4 s'est rendue dans le nord de l'Irak pour soutenir les peshmergas kurdes. Les avions britanniques ont reçu l'ordre d'attaquer un bâtiment dans lequel un groupe de terroristes s'était retiré après un affrontement avec les peshmergas; une bombe de Paveway IV a démoli la cible. Une autre unité kurde a ensuite signalé avoir été la cible de tirs nourris de mitrailleuses; les Tornado GR4 ont mené avec succès une attaque qui a détruit le bâtiment depuis lequel tirait le groupe de mitrailleuses terroristes. |
| 12 juillet 2015                     | Une autre patrouille de Tornado GR4 dans le nord de l'Irak a également fourni une assistance aux peshmergas lorsqu'ils ont de nouveau rencontré une position de mitrailleuse de l'EIIL. Bien que les forces kurdes se trouvaient à proximité de la cible, une planification et une coordination minutieuses de la part des équipages de la RAF ont permis de lancer une attaque de précision avec un Paveway IV, éliminant ainsi la menace pesant sur les peshmergas. |
| 14 juillet 2015                     | Les Tornado GR4 apportent un soutien aérien rapproché aux soldats irakiens engagés dans un combat rapproché avec un groupe de combattants de l'EIIL près de Fallujah. Une position de mortier terroriste a été identifiée, cachée dans une rangée d’arbres et, bien que les forces terrestres amies soient proches de la cible, l'appareil a pu mener à bien une attaque au moyen d’une bombe guidée Paveway sans risque pour les troupes irakiennes. |
| 16 juillet 2015                     | Deux Tornado GR4 ont fourni un appui aérien rapproché aux peshmergas dans le nord de l'Irak, près de Mossoul, et ont utilisé un Paveway pour détruire une autre position de mortier qui avait précédemment tiré sur les troupes kurdes. Les Tornado GR4 ont ensuite volé vers l'ouest jusqu'à Tal Afar, où un véhicule de l'EIIL armé d'une mitrailleuse lourde, dissimulé sous un bâtiment, a été détruit avec succès par un Paveway. |
| 19 juillet 2015                     | Les Tornado GR4 ont de nouveau patrouillé près de Tal Afar, où un groupe.de mortiers de l'EIIL a ouvert le feu sur des positions de peshmerga. Le mortier a été localisé et attaqué avec un Paveway IV. |
| 20 juillet 2015                     | Un Reaper de la RAF a survolé les forces de sécurité dans l'ouest de l'Irak et surveillé une camionnette transportant un groupe de terroristes. Le véhicule a été détruit par un tir d'un missile Hellfire. |
| 21 juillet 2015                     | Un Reaper en patrouille dans l'ouest du pays a observé un groupe de terroristes qui tentaient de placer des engins explosifs improvisés pour bloquer les avancées irakiennes, un tir de missile Hellfire a mis fin à leurs activités. Un deuxième Reaper opérait entre-temps plus au nord et utilisa l’un de ses Hellfires pour une attaque très précise détruisant un camion de ravitaillement de l'EIIL alors qu’il était garé sous un toit en béton. |
| 23 juillet 2015                     | Deux Tornado GR4 de la RAF Akrotiri, appuyés par un ravitailleur Voyager, ont effectué deux frappes aériennes jeudi, alors qu'ils effectuaient une mission de soutien aérien rapproché pour venir en aide à la peshmergas kurdes près de Sinjar. La première attaque visait un bâtiment depuis lequel un tireur d’élite tirait sur les peshmergas; la précision de la bombe guidée Paveway IV et la planification minutieuse des équipages de la RAF ont permis une attaque réussie sans danger pour les forces amies. Peu de temps après, une deuxième cible a été identifiée - une position de mortier terroriste - qui a également été détruite avec un Paveway. Plus au sud, ce jour-là, un Reaper a détruit un autre véhicule de ravitaillement de l'EIIL avec un missile Hellfire et a également fourni un appui à la surveillance pour une frappe sur une position terroriste par un autre avion de la coalition. Dans l'ouest de l'Irak, un Reaper a identifié un bâtiment à partir duquel un groupe de l'EIIL tirait sur des soldats irakiens. Cela a permis à un avion de la coalition de mener une attaque avec succès. Le Reaper a ensuite lancé sa propre attaque Hellfire pour détruire une position de mitrailleuse lourde à proximité. |
| 24 juillet 2015                     | Un Reaper patrouillait à nouveau sur l'ouest de l'Irak, assurant le contrôle des troupes irakiennes. L'équipage de l'avion a repéré un canon anti-aérien utilisé par l'EIIL pour tirer sur les forces irakiennes et a rapidement détruit la position avec un Hellfire. Un second Hellfire fut tiré sur une position de mitrailleuse. Le Reaper a également aidé à coordonner une série de frappes aériennes réussies menées par plusieurs avions de la coalition, qui ont détruit deux positions terroristes ainsi que deux véhicules blindés de transport de troupes, dont l'un semblait avoir été transformé en voiture piégée. |
| 28 juillet 2015                     | Un Reaper, qui soutenait une fois de plus les forces irakiennes dans la province d'Anbar, dans l'ouest du pays, a repéré un véhicule blindé de l'EIIL; il a été détruit par un coup direct d'un Hellfire. Le lendemain, des Tornado GR4 en patrouille dans le nord de l'Irak ont frappé un groupe de mortiers terroristes avec un Paveway. |
| 30 juillet 2015                     | Les Tornado GR4, répondant aux informations faisant état d'une attaque à la mitrailleuse contre les troupes kurdes, ont été en mesure d'identifier un réseau de bunkers et de tunnels près de Tal Afar. Trois frappes précises ont été menées à l'aide de Paveway IV à l'entrée du bunker et du tunnel. |
| 31 juillet 2015                     | L'un des aéronefs a aidé à coordonner une frappe sur une position de l'EIIL par un avion de la coalition. Un Reaper a ensuite repéré des terroristes enterrant des explosifs sous une voie de chemin de fer et a pu diriger une attaque réussie des chasseurs de la coalition. Le Reaper a également mené deux attaques avec ses propres missiles Hellfire, détruisant deux véhicules dans un complexe tenu par l'EIIL. |
| 2 août 2015                         | Un autre Reaper a détruit un autre camion dans le même secteur et a fourni un appui en matière de surveillance pour une frappe aérienne réussie de la coalition contre un pick-up armé. |
| 4 août 2015                         | Deux Tornado GR4 de la RAF, appuyés par un ravitailleur Voyager, ont utilisé des bombes à guidage Paveway IV pour frapper six cibles de l'EIIL fortifiées. |
| 5 août 2015                         | Un Reaper de la RAF a quant à lui fourni un appui aérien rapproché aux opérations offensives de l'armée irakienne dans la province d'Anbar. Un groupe de terroristes armés a été aperçu en train de monter dans un véhicule, qui a ensuite été suivi par le Reaper. Malgré la vitesse de la cible, celui-ci a été touché avec succès par un missile Hellfire. Deux Tornado GR4 ont également soutenu des unités irakiennes près de Bayji et ont réussi à détruire un véhicule et un groupe terroriste qui tentaient de se cacher sous des canalisations sur un site industriel désaffecté avec une Paveway IV. |
| 6 août 2015                         | Une fois de plus, les avions de la RAF ont fourni un appui aérien rapproché aux peshmergas, cette fois à l’est de Mossoul, les Tornado GR4 ont utilisé un missile Brimstone pour détruire un pick-up utilisé par un groupe de terroristes utilisant des roquettes. |
| 9 août 2015                         | Un Reaper de la RAF a fourni un appui aérien rapproché aux unités de l'armée irakienne menant des opérations contre les terroristes de l'EIIL dans l'ouest de l'Irak. Une grande remorque a été identifiée, dissimulée sous des arbres et chargée de sacs d'explosifs. L'équipage du Reaper a détruit la remorque et les explosifs avec une paire de missiles Hellfire. Un deuxième véhicule transportant des explosifs a ensuite fait l'objet d'une enquête dans la même zone et, malgré le fait qu'il soit à nouveau dissimulé sous des arbres, un tir direct d'un Hellfire a détruit le camion et son chargement. Pendant ce temps, dans le nord de l’Iraq, deux Tornado GR4 de la RAF Akrotiri, appuyés par un ravitailleur Voyager, ont également retiré aux terroristes de grandes quantités d’explosifs; un autre avion de la coalition avait identifié d'importants stocks détenus par l'EIIL dans deux bâtiments de stockage situés sur un site d'où les civils avaient été chassés. Deux bombes Paveway ont été utilisées pour frapper les bâtiments, les stocks d'explosifs ont été complètement détruits. |
| 10 août 2015                        | Un Reaper opérant en soutien des peshmerga kurdes; a mené quatre attaques réussies avec des Hellfires, détruisant un véhicule ennemi et trois positions terroristes. Les Tornado GR4 ont lancé simultanément des attaques de missiles Brimstone sur une excavatrice et un camion de l'EIIL, qui ont été capturées lors de la construction de positions fortifiées près de Khorsabad. |
| 11 août 2015                        | Les Tornado GR4 ont utilisé une bombe guidée Paveway pour frapper un autre stock important d’explosifs, qui étaient en cours de préparation en vue de leur utilisation comme engins explosifs improvisés. |
| 12 août 2015                        | Un Reaper de la RAF a lancé avec succès des attaques Hellfire sur une position de l’EIIL et un camion. |
| 13 août 2015                        | Une attaque coordonnée eu lieu, menée par des avions de la coalition contre plusieurs cibles, les Tornado GR4 larguant des bombes guidées Paveway IV. Une deuxième mission menée par des Tornado GR4 a ensuite fourni un appui aérien rapproché aux peshmergas tout au long de la soirée, mission au cours de laquelle une frappe réussie a été menée sur une position de mortier terroriste. |
| 14 août 2015                        | Une Reaper de la RAF a survolé les troupes irakiennes, appuyées par de l'artillerie, alors qu'elles se trouvaient au contact de plusieurs positions terroristes. L'équipage du Reaper a utilisé ses capacités de surveillance avancées pour localiser un groupe de terroristes qui tiraient sur les forces irakiennes depuis une position dissimulée dans une zone boisée, permettant aux chasseurs de la coalition de mener une frappe réussie à l'aide de bombes guidées. Le Reaper a ensuite identifié un groupe de mitrailleuses lourdes et a éliminé la menace grâce à un missile Hellfire. Il a continué de travailler en étroite collaboration avec les avions de combat de la coalition, les aidant dans une attaque qui détruisit deux autres positions terroristes, puis il effectua une autre attaque à l'aide d'un Hellfire, détruisant un camion tandis que les combattants de l'EIIL se repliaient. |
| 16 août 2015                        | Des Tornado GR4 fournissant un soutien aérien rapproché à l'armée irakienne près de Bayji ont repéré deux véhicules de l'EIIL, un bulldozer et un camion blindé, près du front. Les véhicules ont été détruits par une attaque simultanée avec une paire de bombes guidées Paveway IV. |
| 18 août 2015                        | Un Reaper opérant au-dessus de l'ouest de l'Irak a utilisé un Hellfire pour frapper un pick-up armé. Un deuxième de ces véhicules a été détruit le lendemain par un autre Reaper. |
| 19 août 2015                        | Une patrouille de Tornado GR4 apportant un soutien aux peshmergas kurdes du nord de l'Irak a utilisé des Paveways pour détruire tout d'abord un groupe de lance-roquettes, puis un camion de ravitaillement de l'EIIL. |
| 20 août 2015                        | Une patrouille de Tornado a localisé deux véhicules de chantier près de Mossoul, que les terroristes d'EIIL utilisaient pour construire des positions fortifiées afin de se défendre contre les récentes offensives réussies des peshmergas kurdes dans la région. Les deux véhicules ont été détruits par les avions à l'aide de missiles Brimstone. Plus au sud, un Reaper de la RAF apporta ce jour-là un appui aux unités de l'armée irakienne; un camion piégé a été repéré, placé sur la voie centrale d'une grande route afin de menacer toute avancée des forces de sécurité irakiennes sur cette route. Un missile Hellfire a détruit le véhicule. L'équipage du Reaper a ensuite surveillé un bâtiment soupçonné d'être un lieu de fabrication de bombe, où des terroristes armés ont été vus en train de déplacer un grand nombre de sacs d'explosifs de fabrication artisanale et de préparer des engins explosifs improvisés. Des attaques Hellfire réussies ont été menées contre l'installation. |
| 21 août 2015                        | Le Reaper a été utilisé des Helfire pour détruire 2 positions de combat de l'EIIL, dont un groupe de mitrailleuses lourdes qui avait ouvert le feu sur les forces irakiennes. |
| 22 août 2015                        | Une patrouille de Tornado près d’Ar Rutbah a localisé une paire de véhicules de travaux qui étaient utilisés par les terroristes pour construire des défenses, qui ont été tous deux détruits par des tirs directs de missiles Brimstone. |
| 24 août 2015                        | Un Reaper a aidé un chasseur de la coalition à cibler un tireur d’élite terroriste bien dissimulé qui tirait sur les forces de sécurité irakiennes. Le lendemain, un autre Reaper a mené trois attaques Hellfire sur des positions terroristes. |
| 26 août 2015                        | Les Reaper ont été particulièrement actifs, en soutenant les peshmergas kurdes et en menant cinq frappes réussies contre des groupes terroristes tentant de manœuvrer à pied et à bord de véhicules dans le désert. |
| 27 août 2015                        | Un Reaper de la RAF a mené une mission de reconnaissance armée dans le nord de l'Irak, où les offensives des peshmergas kurdes ont forcé les terroristes de l'EIIL à se mettre sur la défensive. Le Reaper a repéré une camionnette qui fut ensuite détruite par un tir d'Helfire, une très grande explosion secondaire a confirmé qu'elle avait été chargée avec des explosifs. |
| 28 août 2015                        | Toujours dans le nord de l'Irak, un autre Reaper de la RAF a observé des extrémistes de l'EIIL forçant des occupants civils à fuir un village. L'appareil a repéré des groupes de terroristes armés se dirigeant vers un bâtiment au centre du village; un missile Hellfire a détruit le bâtiment en question. |
| 30 août 2015                        | Une patrouille de Tornado GR4 a identifié une excavatrice utilisée par l'EIIL pour préparer une position défensive à l'est de Mossoul; le véhicule détruit avec une bombe guidée Paveway IV. |
| 1er septembre 2015                  | Un Reaper patrouillant dans l'ouest de l'Irak a repéré un point de contrôle de véhicules situé près de la frontière syrienne utilisé par les terroristes pour empêcher la circulation. L'équipage du Reaper a mené une attaque réussie avec un Hellfire. |
| 2 septembre 2015                    | Un autre Reaper a fourni un appui aérien aux unités de l'armée irakienne opérant dans l'ouest de l'Irak. L’appareil a réussi quatre attaques contre des cibles terroristes. Alors que l'EIIL à Ramadi était de plus en plus isolé, des terroristes ont été repérés chargeant des centaines de obus de mortier et de roquettes sur un bateau, qui a ensuite tenté de faire passer en contrebande les munitions le long de l'Euphrate. Un impact direct de l'un des Hellfires du Reaper a coulé le bateau et sa cargaison. La Reaper a ensuite détruit trois véhicules, deux camions blindés et un bulldozer, à l'aide d'une paire de missiles Hellfire et d'une bombe guidée Paveway, accompagnés d'importantes explosions secondaires confirmant d'importantes quantités d'explosifs. Ailleurs en Irak, un second Reaper a réussi à attaquer une position terroriste avec un Helfire, tandis que les Tornado GR4 ont localisé un véhicule de génie ennemi près de Mossoul, construisant une position fortifiée, et l'ont détruit avec un Paveway. |
| 3 septembre 2015                    | Un Reaper a vu un autre chargement de munitions de mortier et de roquettes et l'a détruit avec un Helfire. |
| 4 septembre 2015                    | Une patrouille de Reaper a appuyé deux frappes aériennes de la coalition sur des positions terroristes, puis a mené sa propre attaque contre un groupe de l'EIIL armé de roquettes. |
| 6 septembre 2015                    | Deux Tornado GR4 ont mené quatre frappes de type Paveway sur une série de nids de mitrailleuses près de Sinjar, neutralisant ainsi la menace qu'ils représentaient pour les Kurdes. |
| 7 septembre 2015                    | Un Reaper a détruit un camion de munitions, tandis que le travail de reconnaissance d'un autre Reaper a permis de découvrir un vaste réseau terroriste de bunkers et de tranchées: l'appareil a apporté un soutien ciblé à trois attaques réussies de la coalition et a mené cinq attaques avec ses propres munitions. Près de Bayji, deux Tornado GR4 ont apporté un soutien aérien rapproché aux troupes irakiennes et ont utilisé des Paveway IV pour détruire trois bâtiments détenus par des groupes terroristes. |
| 8 septembre 2015                    | Un Reaper en patrouille au-dessus de l'ouest de l'Irak a découvert plusieurs stocks importants d'explosifs près de l'Euphrate. Il a détruit l'un des stocks avec son propre missile Hellfire et a aidé 3 autres appareils de la coalition à faire de même. L'équipage du Reaper a également apporté son soutien à des frappes aériennes réussies sur un complexe tenu par des terroristes et une position de combat. |
| 9 septembre 2015                    | Un Reaper a utilisé des Hellfire pour détruire deux véhicules en cours de préparation pour être transformées en voitures piégées. |
| 10 septembre 2015                   | Une autre patrouille de Reaper a identifié un groupe de combattants de l'EIIL lourdement armés rassemblés dans un bâtiment. Le bâtiment et un véhicule utilisé par les terroristes ont été détruits avec des Hellfire, et le Reaper a également aidé un avion de la coalition à mener treize attaques contre d'autres positions terroristes à proximité. Ailleurs dans le pays, un second Reaper a lancé deux attaques sur des extrémistes qui tentaient d'attaquer les troupes irakiennes, tandis que dans le nord de l'Irak, deux Tornado GR4 ont utilisé une bombe à guidage Paveway IV pour détruire un bâtiment depuis lequel les terroristes avaient tiré avec une arme lourde sur les peshmergas kurdes. |
| 11 septembre 2015                   | Un Reaper a soutenu une opération offensive menée par les Kurdes pour nettoyer un village tenu par l'EIIL, opération au cours de laquelle il a engagé une position défensive avec un Hellfire. |
| 13 septembre 2015                   | Toujours dans le nord de l'Irak, près de Sinjar, une patrouille de Tornado a détruit un groupe terroriste roquettes[pas clair]. |
| 14 septembre 2015                   | Les Tornado GR4 ont patrouillé près de Mossoul, où ils ont attaqué une position de tir de roquettes, tandis qu'un Reaper opérant dans la province d'Anbar a frappé deux terroristes repérés en train de préparer un piège, puis a soutenu deux autres raids aériens de la coalition dans la région. |
| 15 septembre 2015                   | Un Reaper a aidé la coalition à frapper les lance-roquettes de l'EIIL dans l'ouest de l'Irak, puis a utilisé des Hellfire pour attaquer un groupe de l'EIIL alors qu'il tentait d'armer une "chaîne" d'engins explosifs improvisés, il utilisa par la suite une bombe guidée GBU-12 contre une position de combat hostile. |
| 16 septembre 2015                   | Les Tornado GR4 ont bombardé deux positions terroristes, dont une mitrailleuse lourde, qui tiraient sur des troupes kurdes et, dans l'ouest de l'Irak, un Reaper a détruit un engin de construction et une voiture piégée que l'EIIL était en train de positionner pour tenter de bloquer l'avancée irakienne. |
| 19 septembre 2015                   | Les Tornado GR4, appuyés par un ravitailleur Voyager, ont fourni un appui aérien rapproché aux peshmergas kurdes lors de leurs opérations offensives. Près de Sinjar, les peshmergas ont été la cible d'une mitrailleuse lourde placée dans un bâtiment. Cela ci été détruit par un avion de la patrouille en utilisant une bombe à guidage Paveway IV. Les Tornado GR4 ont ensuite volé vers l’est dans la région de Mossoul, où une autre unité kurde était engagée par un groupe de mortiers terroristes; ce dernier a aussi été neutralisé par un Paveway IV. |
| 20 septembre 2015                   | Un Reaper de la RAF a lancé un missile Hellfire qui a détruit un stock d'explosifs. |
| 21 septembre 2015                   | Un autre Reaper, opérant dans le nord-ouest de l’Iraq, a identifié deux véhicules transportant des terroristes de l'EIIL qui ont été suivis et détruits avec succès par des missiles Hellfire. |
| 24 septembre 2015                   | Les Tornado GR4 étaient de nouveau en patrouille près de Mossoul lorsqu'ils ont été appelés pour porter assistance à une unité kurde sous le feu d'un mortier de l'EIIL; la position terroriste a été touchée par une frappe de Paveway. |
| 27 septembre 2015                   | Lors d’une mission de surveillance dans le nord de l’Irak, un Reaper de la RAF a observé un certain nombre de terroristes armés alors qu’ils se déplaçaient d’un immeuble à l’autre, puis il attaqua avec succès trois positions terroristes à l’aide de missiles Hellfire. |
| 29 septembre 2015                   | Toujours dans le nord de l'Irak, un Reaper a suivi une voiture transportant plusieurs extrémistes de l'EIIL dans un bâtiment qui a ensuite été détruit par un Helfire. Le Reaper a également pu soutenir deux autres frappes aériennes de la coalition dans les environs immédiats, qui ont détruit un véhicule et une position de combat. |
| 30 septembre 2015                   | Deux Tornado GR4 de la RAF Akrotiri, appuyés par un ravitailleur Voyager, ont fourni un appui aérien rapproché aux peshmergas kurdes qui avançaient à l'ouest de Kirkouk, qui avaient été la cible de deux positions de mitrailleuses de l'EIIL. Les deux positions ont été touchées avec succès par des Paveway IV, éliminant ainsi la menace. |
| 1er octobre 2015                    | Un Reaper de la RAF a patrouillé au-dessus des peshmergas kurdes lors de leur dernière offensive contre le réseau terroriste EIIL dans le nord de l'Irak. L'équipage du Reaper a identifié des terroristes armés qui se déplaçaient à pied et les a ciblé avec succès avec un missile Hellfire. Le Reaper a ensuite apporté son soutien à une frappe aérienne de la coalition contre une installation de l'EIIL, où des voitures piégées étaient en cours d'assemblage, l'appareil a utilisé ses capteurs pour balayer la zone environnante, en s'assurant qu'il n'y avait aucun risque pour les civils, avant que la frappe aérienne ne poursuive et ne détruise la cible. |
| 2 octobre 2015                      | Les Tornado GR4 de la RAF Akrotiri ont également fourni un appui aérien rapproché aux peshmergas, au sud-ouest de Kirkouk. Des extrémistes de l'EIIL ont été repérés et ont été frappés par une bombe guidée Paveway IV. Pendant ce temps, plus au sud-ouest, un Reaper a fourni un appui en matière de surveillance à un raid aérien mené par la coalition sur un bâtiment tenu par l'EIIL, puis a utilisé l'un de ses Hellfire pour détruire un camion blindé. Le Reaper a ensuite apporté un soutien ciblé à un autre avion de la coalition alors qu’il avait engagé une mitrailleuse lourde terroriste dissimulée sous des arbres. |
| 4 octobre 2015                      | Les Tornado GR4 de la RAF ont patrouillé dans l'ouest de l'Irak, où ils ont détruit une position de canon anti-aérien avec un Paveway IV. Un Reaper opérait également dans la province d'Anbar et soutenait les attaques aériennes de la coalition contre deux bâtiments de l'État islamique et une mitrailleuse lourde. |
| 5 octobre 2015                      | Un Reaper, opérant à nouveau dans l'ouest du pays, a identifié un groupe terroriste lors de la mise en place d'un engin explosif et l'a attaqué avec succès avec un Hellfire. |
| 7 octobre 2015                      | Deux Tornados ont aidé les forces de sécurité kurdes lorsqu’une avancée à l’ouest de Kirkouk a été la cible de tirs de mortiers de l'EIIL. L'arme lourde terroriste a été frappée par une bombe à guidage Paveway IV. |
| 8 octobre 2015                      | Un Reaper a localisé un point de contrôle de l'EIIL, utilisé pour empêcher les civils locaux de jouir de toute liberté de mouvement. L'équipage du Reaper a réussi à mener une attaque à l'aide d'un missile Hellfire. |
| 11 octobre 2015                     | Les Tornado GR4 ont à nouveau fourni un appui aérien rapproché aux forces kurdes au nord de Mossoul. Comme lors de l'incident survenu plus tôt dans la semaine, un mortier terroriste a ouvert le feu sur les peshmergas, mais a été réduit au silence par une frappe de Paveway IV. |
| 16 octobre 2015                     | Les Tornado GR4 ont utilisé un Paveway pour détruire une position de mitrailleuse lourde de l'EIIL. |
| 18 octobre 2015                     | Un Reaper en patrouille au-dessus des troupes irakiennes a identifié deux gros camions piégés et les a attaqués avec succès avec des missiles Hellfire. |
| 21 octobre 2015                     | Deux Tornado GR4 de la RAF Akrotiri ont identifié un groupe de terroristes armés de l'EIIL à Ramadi, et attaqué avec succès avec une bombe guidée Paveway IV. |
| 23 octobre 2015                     | L'équipage d'un Reaper a identifié un transport de troupes blindé de l'EIIL dissimulé sous un grand bâtiment. Malgré la difficulté de cette cible, l'équipage a pu se positionner pour détruire le véhicule avec un missile Hellfire. La Reaper a ensuite aidé un autre avion de la coalition à frapper avec succès un deuxième véhicule terroriste identifié à proximité. |
| 24 octobre 2015                     | Un autre Reaper a travaillé en étroite collaboration avec les avions de la coalition pour mener une série d'attaques de précision sur des positions terroristes. Le Reaper a identifié deux positions de tireurs d'élite terroristes, qui ont été touchées par des bombes guidées provenant d'un avion de la coalition. Les troupes irakiennes en progression sont ensuite entrées en combat rapproché avec un groupe de terroristes; La Reaper a surveillé le combat de près et a pu éliminer un groupe terroriste sans mettre en danger les soldats irakiens en utilisant un missile Hellfire. Lorsque les terroristes se sont retirés dans une tranchée et dans un ponceau, le Reaper a fourni un appui en matière de surveillance à une frappe aérienne de la coalition qui a détruit la tranchée, et a ensuite mené une deuxième frappe Hellfire contre les extrémistes. |
| 25 octobre 2015                     | Un Reaper de la RAF a de nouveau rejoint les forces de la coalition pour les aider à cibler deux bâtiments contrôlés par des terroristes qui ont été attaqués avec succès, puis a lancé deux attaques avec des missiles Hellfire sur des terroristes de l'EIIL alors qu'ils tentaient de se repositionner. |
| 29 octobre 2015                     | Les Tornado GR4 de la RAF Akrotiri, appuyés par un ravitailleur Voyager, ont fourni un appui aérien rapproché aux troupes irakiennes opérant près de Bayji. Un certain nombre de terroristes de l'EIIL ont été vus en train de manœuvrer vers une position irakienne et l'appareil a réussi à attaquer trois groupes avec des bombes guidées Paveway IV. Plus tard dans la journée, une autre patrouille de Tornado GR4 a frappé une position terroriste fortifiée près de Tal Afar, dans le nord-ouest du pays, frappant trois cibles avec des Paveways. |
| 30 octobre 2015                     | Deux Tornado GR4 ont à nouveau fourni un appui aérien rapproché à l'armée irakienne, près de la ville occupée de Ramadi. Deux bombes Paveways ont réussi à contrecarrer une tentative d'attaque terroriste contre une unité irakienne. Les terroristes de l'EIIL ont ensuite ouvert le feu sur les Irakiens avec deux canons anti-aériens légers. Malgré des conditions météorologiques difficiles, les Tornado GR4 ont pu cibler les positions à l’aide d’une deuxième paire de Paveway IV et détruire les canons terroristes. |
| 1er novembre 2015                   | Un Reaper de la RAF a utilisé un missile Hellfire pour détruire un groupe de terroristes en combat rapproché contre des troupes irakiennes, tandis qu'un second Reaper, opérant dans la province d'Anbar, travaillait en étroite coopération avec des chasseurs de la coalition pour aider les opérations irakiennes visant à isoler les terroristes de l'EIIL à Ramadi. La Reaper a fourni un appui en matière de surveillance à six frappes aériennes de la coalition sur des terroristes manœuvrant dans la région et a mené quatre frappes extrêmement précises à l'aide de missiles Hellfire sur des groupes d'extrémistes alors qu'ils tentaient de se repositionner contre les forces irakiennes en progression. Dans le nord-ouest de l'Irak, les Tornado GR4 soutenaient les peshmergas kurdes près de Sinjar: trois attaques avec des Paveways ont détruit un pick-up armé, une cache d'armes et une position de tireur d'élite. |
| 2 novembre 2015                     | Un Reaper a mené trois frappes réussies avec deux missiles Hellfire et une bombe guidée GBU-12 contre des positions terroristes de l'EIIL dans l'ouest de l'Irak. |
| 3 novembre 2015                     | Une patrouille de Tornado GR4 a de nouveau apporté son soutien aux forces kurdes près de Sinjar. Un missile Brimstone a détruit une cache d'armes terroristes et un Paveway a détruit une position de mortier au sommet d'un bâtiment. |
| 5 novembre 2015                     | Les Tornado GR4 de la RAF Akrotiri ont pu, malgré le mauvais temps, utiliser des bombes guidées Paveway IV contre des positions fortifiées de l'EIIL près de Sinjar; l'unité kurde que soutenaient les Tornado a confirmé que les deux positions terroristes avaient été détruites. |
| 8 novembre 2015                     | Les Tornado GR4 étaient à nouveau en action sur le nord de l'Irak, détruisant deux autres positions de l'EIIL près de Tal Afar, qui tiraient sur les forces kurdes, notamment un site de lancement de roquettes dissimulé dans un bâtiment. |
| 9 novembre 2015                     | Les Tornado GR4 ont fourni un appui aérien rapproché à une unité kurde dans la banlieue de Sinjar, qui combattait de près avec des terroristes armés de roquettes, qui défendaient un complexe fortifié. Malgré la proximité des troupes kurdes, la patrouille a pu mener une attaque soigneusement planifiée avec deux bombes guidées Paveway IV qui ont détruit le complexe. |
| 11 novembre 2015                    | Un Reaper a utilisé une bombe guidée GBU-12 pour détruire un bâtiment tenu par des terroristes près de Sinjar, puis a réussi à attaquer avec un missile Hellfire un groupe de combattants de l'EIIL alors qu'ils tentaient de changer de position. Pendant ce temps, au-dessus de Ramadi, une patrouille de Tornado a détruit un camion piégé terroriste avec un missile Brimstone. |
| 12 novembre 2015                    | Un Reaper a également pu mener deux frappes réussies avec des missiles Hellfire contre des groupes de terroristes alors qu'ils tentaient de réagir à l'avance kurde. Même si Sinjar était le centre de nombreuses activités aériennes de la coalition, des patrouilles ont été maintenues dans d’autres régions de l’Irak où la lutte contre le groupe État islamique se poursuit. Les Tornado GR4 ont également fourni un appui aérien rapproché aux unités irakiennes qui s’attaquaient aux positions terroristes de Ramadi. Juste au nord de la ville, un camion de ravitaillement terroriste a été identifié à l'embouchure d'un passage souterrain et détruit par un tir direct d'un missile Brimstone. |
| 13 novembre 2015                    | Les Tornado GR4 de la RAF Akrotiri, appuyés par un ravitailleur Voyager, ont fourni un appui aérien rapproché aux troupes irakiennes se battant dans la région autour de Ramadi. L'appareil a réussi quatre attaques contre un ensemble de positions terroristes de l'État islamique, combinant des bombes guidées Paveway IV et des missiles Brimstone. Une deuxième patrouille de Tornado a continué de soutenir les forces irakiennes pendant la nuit et a détruit un transporteur de troupes blindé terroriste, qui a été touché directement par un missile Brimstone. Pendant ce temps, un peu plus au nord, un Reaper a aidé une unité irakienne qui avait signalé qu'à la suite d’un échange de coups de feu, un groupe de terroristes de l’État islamique s’était réfugié dans un site industriel en ruine, caché sous un réservoir de pétrole. Malgré la proximité des soldats irakiens, l'équipage du Reaper a pu diriger une bombe guidée GBU-12 sur la position terroriste et la détruire, sans risque pour les forces amies. |
| 15 novembre 2015                    | Un Reaper a détruit un véhicule terroriste avec un missile Hellfire. Le Reaper a ensuite traversé l’espace aérien syrien où il a procédé à des opérations régulières de collecte de renseignements contre l'EIIL et a fourni un appui en matière de surveillance à une frappe aérienne française sur une grande installation terroriste près de Raqqa. |
| 16 novembre 2015                    | Deux patrouilles de Tornado successives ont étendu le soutien à l'offensive kurde. La première a utilisé une bombe Paveway pour détruire une position de mortier qui avait ouvert le feu sur les Kurdes. La suivante a détruit une mitrailleuse lourde près de Mossoul avec une Paveway IV, puis s'est dirigée vers l'ouest en direction de Sinjar. Il y avait une couche épaisse de nuage, ce qui a peut-être incité les terroristes à présumer qu'ils étaient à l'abri d'une attaque aérienne, mais en travaillant très étroitement avec les forces kurdes, les Tornado GR4 ont pu guider un Paveway sur un groupe important de plus de 30 terroristes de l'État islamique qui se massaient pour une contre-attaque; l'unité kurde a par la suite rapporté que la frappe aérienne avait été très efficace. La patrouille de Tornado a ensuite détruit une autre position de mortier de l'EIIL au sud-ouest de Sinjar. |
| 17 novembre 2015                    | Les Tornado GR4 de la RAF Akrotiri ont fourni un appui aérien rapproché aux forces terrestres irakiennes se rapprochant de Ramadi. La patrouille a mené trois attaques réussies avec des bombes guidées Paveway IV, détruisant une pièce d'artillerie improvisée - un "Hell Cannon" - et deux positions de mitrailleuse lourde. Un soutien a également été apporté aux forces kurdes dans l’exploitation de leur récente victoire à Sinjar. Les Tornados ont utilisé une Paveway pour détruire une position de tireur d’élite de l’État islamique qui avait ouvert le feu sur des troupes kurdes, avant de frapper directement avec un missile Brimstone un véhicule terroriste près de Sinjar. Le même jour, un Reaper survolant les troupes irakiennes plus au sud a réussi à frapper un groupe de terroristes avec un missile Hellfire. |
| 20 novembre 2015                    | Les Reapers ont lancé trois frappes vendredi: deux Helfire ont détruit un pick-up armé et un point de contrôle terroriste, tandis qu'une bombe guidée GBU-12 a éliminé un groupe important de terroristes rassemblés dans une cache d'armes. Deux autres points de contrôle de l'EIIL ont été frappés par un Reaper au nord de l'Irak. |
| 22 novembre 2015                    | Les Tornado GR4 ont attaqué un véhicule de l'État islamique armé d'un canon anti-aérien et un stock d'explosifs de fabrication artisanale, les détruisant tous les deux avec des Paveways. |
| 25 novembre 2015                    | Deux Tornado GR4 de la RAF Akrotiri ont patrouillé près de Mossoul et ont mené trois attaques de précision avec des bombes guidées Paveway IV sur des groupes de combattants terroristes. En outre, un véhicule terroriste a été détruit par un tir direct d'un missile Brimstone. Les Tornado ont ensuite volé vers l'ouest jusqu'à la région située au sud-est de Sinjar, où une quatrième frappe de Paveway a détruit une position de mitrailleuse lourde de l'État islamique. Une deuxième patrouille de Tornado a continué de soutenir les opérations terrestres kurdes toute la nuit et a utilisé une Paveway pour détruire une position de mitrailleuse lourde au sud-ouest de Sinjar. Pendant ce temps, un Reaper fournissait également une surveillance supplémentaire aux troupes kurdes, utilisant ses capteurs de surveillance avancés, et son équipage mena avec succès une attaque avec une bombe guidée GBU-12 sur un bâtiment situé dans un complexe terroriste près de Mossoul. |
| 26 novembre 2015                    | Les Tornado GR4 et Reaper ont continué à effectuer quotidiennement des missions de reconnaissance armée au-dessus de l’Irak, recueillant des renseignements et frappant des cibles terroristes dès leur identification. Un Reaper a fourni un appui aérien rapproché aux unités irakiennes menant des opérations offensives contre l'EIIL à Ramadi. L'équipage du Reaper a participé à la surveillance d'une frappe de la coalition réussie qui a éliminé un groupe de tireurs d'élite de l'EIIL, puis a utilisé sa propre bombe guidée GBU-12 pour détruire un bâtiment tenu par des terroristes. Les Tornado GR4 de la RAF Akrotiri ont fourni un soutien aérien rapproché aux forces kurdes qui exploitaient leur récente victoire sur les terroristes de Sinjar. Une mitrailleuse lourde de l'EIIL a ouvert le feu sur les Kurdes près de Kisik, mais une attaque précise de Paveway a permis de contrer efficacement la menace. |
| 27 novembre 2015                    | Un Reaper a de nouveau été actif au-dessus de Ramadi, où il a participé à une frappe aérienne de la coalition contre un bâtiment tenu par des terroristes. Le Reaper a ensuite observé une citerne transformée pour être un gros piège ; celle-ci était située dans une zone d'où la population civile avait fui et qui se trouvait sur le chemin de l'avance irakienne. Une attaque de précision avec un missile Hellfire a détruit la citerne en toute sécurité. Un second Reaper soutenant les Kurdes au sud de Sinjar mena deux attaques réussies avec ses Helfire, détruisant deux véhicules terroristes, dont l'un était une voiture piégée. |
| 29 novembre 2015                    | Une patrouille de Tornado au-dessus de l'ouest de l'Irak a mené quatre frappes autour de Ramadi et de Haditha : les appareils ont utilisé des Paveway IV pour neutraliser une autre voiture piégée et détruire deux bâtiments détenus par l'EIIL. Un missile Brimstone élimina des terroristes, montés sur une moto, qui tentaient de placer un engin explosif improvisé. Également dans l'ouest de l'Irak, un Reaper a tiré un missile Hellfire pour attaquer un point de contrôle de véhicule de l'EIIL, utilisé par les terroristes pour extorquer des droits de passage et ainsi restreindre la libre circulation de la population civile. |
| 30 novembre 2015                    | Les Tornado GR4 britanniques étaient à nouveau en action, soutenant les peshmergas kurdes au sud de Sinjar. Trois positions de mitrailleuses lourdes ont été identifiées et chacune d’elles a été frappée avec précision par une Paveway IV. |
| 4 décembre 2015                     | Deux Tornado GR4 ont patrouillé dans l'ouest de l'Irak, où ils ont fourni un appui aérien rapproché aux forces irakiennes engagées dans un combat contre l'État islamique à Ramadi et dans les environs. Une équipe de tireurs d'élite terroristes a ouvert le feu depuis un complexe sur les troupes irakiennes, mais a été réduite au silence par un tir direct d'une bombe guidée Paveway IV. |
| 7 décembre 2015                     | Deux Tornado GR4 ont fourni un appui aérien rapproché aux opérations offensives menées par les forces irakiennes dans l'ouest de Ramadi. Une position de mortier de l'EIIL a été identifiée et engagée avec succès avec un missile Brimstone. Dans le nord de l'Irak, un Reaper soutenant des troupes kurdes utilisa un missile Hellfire pour détruire un véhicule terroriste. |
| 8 décembre 2015                     | À l'ouest de Qayyara, les Tornados ont mené deux attaques avec des Brimstone contre des terroristes de l'État islamique. Ce soir-là, deux autres Tornados ont aidé des soldats irakiens au nord-est de Bayji. Les Tornado GR4 ont utilisé des Paveway IV pour détruire trois positions de l'État islamique qui dirigeaient de lourds tirs de mitrailleuses et de mortiers sur les Irakiens. |
| 9 décembre 2015                     | Deux Tornados ont fourni un appui aérien rapproché aux soldats kurdes combattant l'État islamique dans le nord de l'Irak et ont utilisé une bombe guidée Paveway IV pour détruire une position terroriste, comprenant un groupe de mortiers, centré sur un bâtiment situé près de Kisik. Un Reaper décolla la nuit pour surveiller les Kurdes et, après avoir aidé d'autres avions de la coalition à frapper avec succès une position de mitrailleuse lourde, son équipage a mené ses propres attaques avec des missiles Hellfire contre trois véhicules de l'État islamique au sud de Sinjar. |
| 10 décembre 2015                    | Deux Typhoon, travaillant en étroite collaboration avec un autre avion de la coalition, ont lancé des attaques avec des bombes Paveway IV contre un bâtiment tenu par des terroristes et un bunker dans le nord de l'Irak. Pendant ce temps, une patrouille de Tornado opérait avec un Reaper au sud-ouest de Sinjar. Les Tornados ont détruit un autre bâtiment de l'État islamique et une position de mortier avec des Paveways, tandis que la Reaper a poursuivi avec une attaque réussie en tirant des Hellfire sur un site terroriste. Le Reaper est resté en patrouille pour soutenir les forces kurdes et, lorsqu'elles ont essuyé les tirs d'un tireur isolé, il élimina la menace en frappant directement avec une bombe guidée GBU-12. Avant de retourner à la base, le Reaper a détruit un véhicule de l'EIIL avec un Hellfire. |
| 11 décembre 2015                    | Deux Typhoon de la RAF Akrotiri ont fourni un appui aérien rapproché aux peshmergas kurdes opérant près de Mossoul. La patrouille a utilisé une bombe guidée Paveway IV pour détruire une position de mitrailleuse lourde qui tirait sur les peshmergas, puis a utilisé deux autres Paveway IV contre un groupe d'extrémistes de l'État islamique qui ont attaqué les troupes kurdes. Plus à l'ouest, au sud de Sinjar, les forces kurdes étaient également soutenues par un Reaper qui mena avec succès une attaque avec une bombe guidée GBU-12 contre un groupe de tireurs d'élite qui avait tiré depuis un bâtiment. Le Reaper a par la suite lancé une deuxième attaque réussie, frappant un groupe de terroristes avec un missile Hellfire alors qu'ils installaient des lance-roquettes. Cette nuit-là, les Typhoon sont revenus patrouiller dans la région de Mossoul et ont attaqué une position de mortier de l'État islamique avec une Paveway IV. |
| 13 décembre 2015                    | Les Typhoon ont utilisé une Paveway IV pour attaquer avec succès dix terroristes alors qu’ils occupaient un poste de lance-roquettes, tandis que les Tornado GR4 utilisèrent des Paveways pour frapper une position de tir au mortier et un autre groupe de lance-roquettes. |
| 14 décembre 2015                    | Les Typhoon ont détruit une position de tireur d’élite près de Sinjar, tandis que les Tornados ont réduit au silence deux mitrailleuses lourdes qui tiraient sur les forces kurdes. Les Kurdes ont signalé que les deux bombes avaient touché leur cible avec une grande précision, malgré des conditions météorologiques difficiles. |

| Liste des frappes en 2014 | Liste des frappes en 2014 |
| ------------------------- | --- |
| 27 septembre 2014         | Deux avions Tornado GR4 du No.2 Squadron ont décollé de la RAF Akrotiri lors de leur première patrouille de reconnaissance armée. Les appareils n’ayant identifié aucune cible nécessitant une attaque aérienne immédiate au cours de leur patrouille, ils ont donc recueilli des renseignements essentiels pour les forces de la coalition. Les deux avions étaient assistés par un ravitailleur Voyager. |
| 30 septembre 2014         | La RAF a mené sa première frappe aérienne. Une patrouille de deux Tornado GR4 a été chargée d'aider les combattants kurdes attaqués par des militants islamistes dans le nord-ouest de l'Irak. La patrouille de Tornado a identifié une position d'armes lourdes et l'a ensuite engagée avec des bombes à guidage laser Paveway IV (en). Après l'engagement, la patrouille a ensuite identifié une deuxième cible: un pick-up armée - qu'elle a détruite à l'aide d'un missile air-sol Brimstone. |
| 1er octobre 2014          | Deux avions Tornado GR4 ont été chargés de fournir une reconnaissance aérienne aux forces gouvernementales irakiennes à l'ouest de Bagdad. La patrouille armée a observé un endroit soupçonné d’être utilisée comme installation de commandement et de contrôle. Pendant qu’ils se trouvaient sur les lieux, la patrouille a pu identifier l’activité de l'EIIL. Quatre missiles Brimstone ont été utilisés pour mener une attaque de précision sur deux véhicules. |
| 2 octobre 2014            | Deux avions Tornado GR4 ont été chargés de fournir un appui aérien vital aux forces Peshmergas qui progressaient sur les positions de l'EIIL. La patrouille a engagé un pick-up armé avec une bombe à guidage laser Paveway IV. |
| 3 octobre 2014            | Le Premier ministre David Cameron a annoncé le déploiement de deux autres avions de combat Tornado GR4 lors d'une visite surprise sur la RAF Akrotiri à Chypre. Il a également été révélé le même jour que le destroyer HMS Defender de Type 45 de la Royal Navy avait été affecté à la protection du USS George H. W. Bush lorsqu’il a lancé un avion en Irak et en Syrie. |
| 7 octobre 2014            | Deux appareils Tornado GR4 ont attaqué un bâtiment fortifié à Ramadi avec une bombe à guidage laser Paveway IV. Le bâtiment était utilisé comme position de tir pour lancer des attaques contre les forces terrestres irakiennes. |
| 8 octobre 2014            | Deux avions Tornado GR4 ont effectué une nouvelle série de frappes aériennes pendant la nuit pour soutenir les forces terrestres irakiennes. |
| 12 octobre 2014           | Le Département Américain de la Défense a annoncé que des avions britanniques et américains avaient participé à une série de frappes aériennes autour de Hīt, Kirkuk et Ramadi, détruisant des pick-up armés et des transports de troupes blindés. |
| 16 octobre 2014           | Le ministère de la Défense a annoncé le déploiement de MQ-9 Reaper afin de faciliter la surveillance en Irak. En plus de la surveillance, le secrétaire à la Défense, Michael Fallon, a confirmé dans une déclaration que "Si des opérations de frappe sont nécessaires, le Reaper pourra compléter les frappes déjà assurées par les Tornado de la RAF". |
| 19 octobre 2014           | Deux avions Tornado GR4 ont fourni un appui aérien rapproché à un convoi irakien au sud de Falloujah qui avait été attaqué par des activistes. Deux camions de l'EIIL ont été détruits à l'aide de missiles Brimstone. |
| 20 octobre 2014           | Deux appareils Tornado GR4 ont été impliqués dans une frappe aérienne contre un char de combat de l'EIIL près de Ramadi. L'aéronef a engagé la cible à l'aide d'un missile Brimstone. |
| 24 octobre 2014           | Deux avions Tornado GR4 ont participé à une frappe aérienne coordonnée de la coalition sur une ancienne base militaire irakienne près de Kirkouk, reprise par l'EIIL et utilisée comme centre logistique. La patrouille a attaqué la base à l'aide de deux bombes à guidage laser Paveway IV La déclaration du ministère de la Défense sur les attaques a également révélé qu'un Reaper soutenait des opérations dans la région. |
| 1er novembre 2014         | Deux Tornado GR4 ont attaqué et détruit une camionnette lourdement armée appartenant à l'État islamique à l'aide d'un missile Brimstone. |
| 3 novembre 2014           | Deux Tornado GR4 ont attaqué et détruit un véhicule blindé de l'État islamique à Al Qaim, au nord-ouest de Bagdad. Un missile de Brimstone a été utilisé pour mener l'attaque. |
| 4 novembre 2014           | Deux avions Tornado GR4, volant en soutien aux forces terrestres irakiennes près de Baïji, au nord de Bagdad, ont attaqué et détruit une camionnette de l'État islamique à l'aide d'un missile Brimstone. |
| 9 novembre 2014           | Deux Tornado GR4 ont détruit un camion porte-conteneur utilisé par l'EIIL pour soutenir l'extorsion de fonds à Al Anbar, à l'ouest de Bagdad. Un seul missile Brimstone a été utilisé pour mener l'attaque. |
| 10 novembre 2014          | La RAF a mené la première frappe d'un Reaper en Irak à Baïji, au nord de Bagdad. Le Reaper a identifié et attaqué un groupe de membres de l'EIIL qui avait posé des engins explosifs improvisés dans la région. Un seul missile air-sol Hellfire a été utilisé pour mener l'attaque. |
| 13 novembre 2014          | La deuxième frappe de Reaper a eu lieu à Kirkouk, au nord de Bagdad. Au cours d'une patrouille de reconnaissance, le Reaper a identifié plusieurs positions de l'EIIL, notamment un poste de commandement, un bunker, un poste d'observation et deux camionnettes armées qui ont été détruites par des avions de la coalition. Trois autres positions de l'EIIL ont ensuite été identifiées, que le Reaper a ensuite détruites à l'aide de ses propres missiles Hellfire. |
| 17 novembre 2014          | Un Reaper a attaqué et détruit une position de mitrailleuse de l'EIIL avec un missile Hellfire en appui des combattants Peshmergas. Le Reaper a ensuite identifié un point de contrôle établi par l'EIIL sur une route et l'a détruit à l'aide d'un missile Hellfire. Tandis qu'il enquêtait sur une éventuelle activité de l'EIIL en réponse à l'avancée des forces irakiennes, un autre Reaper ailleurs en Irak a identifié plusieurs combattants de l'EIIL montant dans un camion. Malgré le fait que le véhicule roulait à grande vitesse, le Reaper a pu le frapper avec un missile Hellfire. Appuyée par un ravitailleur Voyager, une patrouille composée de deux Tornado GR4 a mené une patrouille de reconnaissance armée au-dessus de l'ouest et du nord de l'Irak. Dans le désert occidental, les avions ont été chargés de détruire un véhicule de communication qu'un avion de la coalition avait précédemment identifié. La patrouille a détruit le véhicule avec un seul missile Brimstone. Les Tornado ont ensuite été appelés au nord de la région de Mossoul pour soutenir les combattants Peshmerga qui étaient sous le feu nourri des armes lourdes de l'EIIL. Plusieurs bombes à guidage laser Paveway IV ont été utilisées pour détruire un mortier et plusieurs positions d'armes lourdes, ainsi qu'un bulldozer que l'EIIL utilisait pour construire des défenses dans la région. |
| 19 novembre 2014          | Les avions de la RAF ont participé à une frappe aérienne coordonnée majeure de la coalition sur un réseau de soutes souterraines et de tunnels utilisés par l'EIIL. Les Tornado GR4 ont été envoyés avec leurs bombes à guidage laser Paveway IV, aux côtés d'aéronefs de coalition de sept autres pays, dont l'Australie, le Canada, la France et les États-Unis. Ailleurs en Irak, un Reaper a détruit un bulldozer utilisé par l'EIIL pour mettre fin à une avance irakienne. L'attaque a été réalisée à l'aide d'un missile Hellfire. |
| 20 novembre 2014          | Les avions de la RAF ont apporté un soutien aux forces terrestres irakiennes qui combattaient les activités de l'EIIL à proximité de la raffinerie de pétrole de Baiji, au nord de Bagdad. Un Tornado GR4 a attaqué trois bâtiments occupés par des membres de l'EIIL dans un complexe voisin, à l'aide de trois bombes à guidage laser Paveway IV. Pendant ce temps, un Reaper a attaqué et détruit trois véhicules de l'EIIL à l'aide de missiles Hellfire ailleurs en Irak. |
| 26 novembre 2014          | Les avions Tornado GR4 et Reaper ont participé à plusieurs frappes aériennes contre l'EIIL afin de soutenir les forces Peshmergas. Les attaques ont commencé par celle d'un Tornado détruisant une position de combat de l'EIIL à l'aide de bombes à guidage laser Paveway IV. Les Tornado ont ensuite rejoint un Reaper dans une attaque combinée de 9 véhicules de l'EIIL, parmi lesquels figuraient des véhicules blindés de transport de troupes et des pick-up armés. Une combinaison de missiles Brimstone et Hellfire et de bombes à guidage laser Paveway IV a été utilisée pour mener les attaques. Dans l'après-midi du même jour, un autre Reaper a mené une attaque ailleurs en Irak. Le drone a lancé un missile Hellfire qui a détruit une position de l'EIIL au sommet d'un bâtiment utilisé pour attaquer les forces terrestres irakiennes. Le HMS Defender a achevé son premier déploiement de six mois au Moyen-Orient, au cours duquel il a assisté la marine américaine dans ses frappes aériennes contre l'État islamique. |
| 1er décembre 2014         | La RAF a effectué plusieurs sorties tout au long de la journée. Dans la matinée, deux Tornado GR4 ont pu identifier un groupe de transports de troupes blindés qu'ils ont pu attaquer et détruire à l'aide de leurs missiles Brimstone. Au cours de la même journée, une autre patrouille de Tornado a fourni un appui aérien aux forces terrestres irakiennes près de Tikrit, qui ont été engagées dans une fusillade majeure avec l'EIIL. Deux positions de l'EIIL ont été identifiées puis détruites par les Tornado à l'aide de leurs missiles Brimstone. Pendant ce temps, un Reaper a été en mesure d'attaquer et de détruire trois positions de l'EIIL à l'aide de missiles Hellfire. Plus tard dans la journée, un autre Reaper a effectué une patrouille de reconnaissance dans le nord de l'Irak, cherchant à identifier les groupes de l'EIIL prenant de nouvelles positions alors qu'ils se retiraient à la suite d'une avance des forces des Peshmergas. Le Reaper a pu identifier deux positions de l'EIIL que des avions de la coalition ont pu attaquer. Le Reaper a ensuite identifié une troisième position de l'EIIL et l'a engagée à l'aide de l'un de ses propres missiles Hellfire. |
| 3 décembre 2014           | Deux Tornado GR4 ont été chargés d'enquêter sur les activités de l'EIIL près de Falloujah. Un groupe important de véhicules de l'EIIL, comprenant des camionnettes et des camions, a été identifié et détruit à l'aide de bombes à guidage laser Paveway IV. Un camion a semblé survivre à la frappe, mais a ensuite été détruit par les Tornado à l'aide d'un missile Brimstone. Pendant ce temps, un Reaper a attaqué un véhicule de l'EIIL ailleurs en Irak avec un missile Hellfire. |
| 5 décembre 2014           | Une patrouille de Tornado GR4 en mission de reconnaissance a signalé des activités de l'EIIL près de Rawa dans l'ouest de l'Irak. Une tour d'observation et du matériel à proximité ont été localisés et attaqués à l'aide de bombes guidées Paveway IV. |
| 6 décembre 2014           | Tôt le matin, une patrouille de Tornado GR4 au-dessus de Rawa dans l'ouest de l'Irak a réussi à attaquer un véhicule de transport de troupes blindé de l'EIIL à l'aide d'un missile Brimstone. |
| 7 décembre 2014           | Deux Tornado GR4 ont été envoyés pour apporter un soutien aux forces terrestres irakiennes sous le feu des terroristes de l'EIIL dans les environs de Bayji. La patrouille a été en mesure d’identifier la position de l'EIIL puis de la détruire à l’aide d’un missile Brimstone. |
| 8 décembre 2014           | Tôt dans la matinée, une patrouille de Tornado opérant dans le nord-ouest de l'Irak, autour du mont Sinjar, a localisé deux véhicules de transport de troupes blindés de l'EIIL et les a frappés avec des missiles Brimstone. |
| 9 décembre 2014           | Une patrouille de deux Tornado GR4 a été chargée d'enquêter sur les activités de l'EIIL au mont Sinjar. L'avion a identifié une tour d'observation et une salle de garde utilisées par les terroristes à un point de contrôle contrôlant un croisement. Ceux-ci étaient utilisés pour priver la population locale de toute liberté de mouvement et ont été attaqués avec des missiles Brimstone. Ailleurs en Irak, un Reaper de la RAF, chargé de surveiller les forces terrestres irakiennes, a observé un transport de troupes blindé hostile et l'a attaqué avec succès avec un missile Hellfire. |
| 10 décembre 2014          | Tôt dans la journée, un nombre non spécifié de Tornado GR4 a attaqué un complexe de stockage de l'EIIL près de Rawah dans la province d'Anbar avec une bombe à guidage laser Paveway IV. |
| 12 décembre 2014          | Un Reaper est parti en patrouille armée pour localiser du matériel d'ingénierie utilisé par l'EIIL pour créer des positions défensives. Le Reaper a pu localiser deux véhicules de génie et les a attaqués avec des missiles Hellfire. Pendant ce temps, plus au sud, un autre Reaper a localisé un camion armé de l'EIIL et l'a engagé dans un missile Hellfire. Ailleurs en Irak, dans la province d'Anbar, une patrouille du Tornado GR4 a fourni un soutien aérien aux soldats irakiens engagés dans un échange de coups de feu avec des membres de l'EIIL près de Ramadi. Les Tornado ont pu attaquer plusieurs positions de tir et trois véhicules de l'EIIL, y compris deux véhicules de transport de troupes blindés, utilisant des missiles Brimstone et des bombes à guidage laser Paveway IV. Au cours de la même journée, la frégate HMS Kent (F78) (en) de Type 23 de la Royal Navy est arrivée dans le golfe Persique et a escorté le porte-avions USS Carl Vinson de l'US Navy. Le HMS Defender avait déjà effectué cette tâche, et était rentré en fin de mission à Portsmouth. L'équipage du Lynx à bord du HMS Kent a également fourni une assistance à la frégate française Jean Bart (D615), qui apportait également son soutien à l'USS Carl Vinson lorsque son hélicoptère embarqué Panther a rencontré des difficultés techniques.                                                |
| 18 décembre 2014          | Une patrouille de Tornado GR4, ainsi que d'autres aéronefs de la coalition, ont fourni un soutien aérien aux forces Peshmergas, qui effectuaient une offensive contre l'EIIL. La patrouille a mené une attaque coordonnée à l'aide de bombes guidées laser Paveway IV contre une ligne de tranchées, des bunkers et des emplacements d'armes à feu construits par l'EIIL entre Mossoul et Tal Afar. La même patrouille Tornado s'est ensuite dirigée vers le sud pour soutenir une autre offensive des Peshmerga contre l'EIIL dans la province d'Anbar. La patrouille a détruit un point de contrôle de l'EIIL, utilisé pour empêcher la population locale de circuler librement le long d'une route principale proche de Rawa. Un missile de Brimstone a détruit une salle des gardes et un magasin d’équipements utilisés par les agents du poste de contrôle. |
| 19 décembre 2014          | Deux Tornado GR4 ont utilisé des bombes à guidage laser Paveway IV pour attaquer un complexe fortifié appartenant à l'EIIL. Au cours de la nuit, un Reaper a assuré une surveillance aérienne des forces de Peshmerga qui avaient avancé contre l'EIIL. Le Reaper a mené trois frappes aériennes sur les positions de combat de l'EIIL avec ses missiles Hellfire. |
| 19 décembre 2014          | Un Reaper a été chargé de localiser un groupe de terroristes de l'EIIL qui avaient ouvert le feu sur des troupes irakiennes en progression. Le Reaper a été en mesure de localiser les terroristes qui avaient posé des engins explosifs improvisés et de les attaquer avec un missile Hellfire. |
| 20 décembre 2014          | Deux Tornado GR4 ont été chargés d’enquêter sur un groupe de véhicules près d’Ar-Rutbah. Les avions ont pu identifier les véhicules comme étant des transports de troupes blindés appartenant à l'EIIL. Ils les ont attaqués et détruits à l'aide de missiles Brimstone. |
| 23 décembre 2014          | Deux Tornado GR4 ont mené une patrouille de reconnaissance armée près d'Al-Qa'im, près de la frontière entre l'Irak et la Syrie. Quatre camionnettes armées de l'EIIL ont été identifiées à différents endroits près d'une carrière et ont toutes été attaquées et détruites à l'aide d'une combinaison de missiles Brimstone et de bombes à guidage laser Paveway IV. |
| 24 décembre 2014          | Les avions Tornado GR4 et MQ-9 Reaper apportaient un soutien aux forces de Peshmerga au sol. Une patrouille de Tornado a identifié un véhicule armé de l'EIIL près d'un ancien complexe militaire irakien et l'a détruit avec un missile Brimstone. Pendant ce temps, un Reaper a assuré la surveillance aérienne d’une frappe aérienne américaine qui a détruit un camion transformé par l’EIIL en véhicule piégé. Le drone a ensuite effectué sa propre frappe aérienne avec un missile Hellfire, détruisant une camionnette que l'EIIL avait utilisé pour construire un barrage routier avec des pneus en feu. |
| 25 décembre 2014          | Une paire de Tornado GR4 est revenue à Al-Qa'im pour enquêter sur un point de contrôle de l'EIIL, qui servait à restreindre la libre circulation des civils dans la région. Deux missiles Brimstone ont été utilisés pour attaquer une position fortifiée et un conteneur d’expédition servant de salle de garde. Une patrouille de Tornado GR4, opérant plus à l'est, a localisé deux véhicules armés par l'EIIL dissimulés parmi des arbres près de l'Euphrate, au sud du barrage de Haditha. Les deux véhicules ont été touchés par des missiles Brimstone tirés par les Tornado. |
| 28 décembre 2014          | Un Reaper a fourni un appui aérien aux forces de Peshmerga sur le terrain dans le nord du pays. Après avoir surveillé une frappe aérienne de la coalition sur trois bâtiments de l'EIIL fortifiés abritant des positions de mitrailleuses lourdes, le Reaper a ensuite lancé deux frappes aériennes à l'aide de missiles Hellfire contre des positions de combat ennemies. |

## Frappes aériennes en Syrie
En août 2013, une motion visant à participer à des frappes militaires contre le gouvernement syrien a été rejetée par le parlement. C'était la première fois qu'un gouvernement britannique était empêché de lancer une action militaire par le parlement.
Le 10 septembre 2014, le ministre des Affaires étrangères, Philip Hammond, a déclaré que la Grande-Bretagne ne participerait à aucun raid aérien en Syrie. Cela a été rapidement contredit par un porte-parole du Premier ministre, qui a déclaré que le Premier ministre n'avait "rien exclu" en ce qui concerne les frappes aériennes contre l'EIIL.
Le 26 septembre 2014, peu après le vote au Parlement visant à autoriser des frappes aériennes en Irak, le Premier ministre David Cameron a déclaré qu'il existait une possibilité de frappes aériennes en Syrie. Toutefois, il a reconnu que toute frappe aérienne britannique en Syrie nécessiterait un autre vote de la Chambre des communes, à moins que ce ne soit pour empêcher une catastrophe humanitaire.
Le 21 octobre 2014, le ministère de la Défense a confirmé que des avions de la Royal Air Force survolaient la Syrie, y compris des drones Reaper basés à Chypre,. Le 26 novembre 2015, le Premier ministre a affirmé que les drones Reaper de la RAF étaient responsables de 30% de la surveillance aérienne de la coalition en Syrie.
Le 30 juin 2015, David Cameron a appelé à plusieurs reprises à des frappes aériennes en Syrie, à la suite de l'attentat de 2015 à Sousse perpétré par l'EIIL, qui ont coûté la vie à 30 Britanniques. Le secrétaire à la Défense, Michael Fallon, s'est fait l'écho de ces appels, affirmant qu'il y avait un "illogisme" des forces britanniques respectant la frontière irako-syrienne, contrairement à l'EIIL. Michael Fallon a déclaré que le Royaume-Uni n'avait pas besoin de l'appui du Parlement pour lancer des frappes aériennes en Syrie, et que la Chambre des communes aurait le dernier mot. Le 19 juillet 2015, lors d'un entretien télévisé avec NBC, David Cameron a déclaré que la Grande-Bretagne était déterminée à détruire le califat en Irak et en Syrie.
Le 17 juillet 2015, il est apparu que des pilotes britanniques participaient à des raids aériens en Syrie, intégrés au sein des patrouilles des forces américaines et canadiennes,.

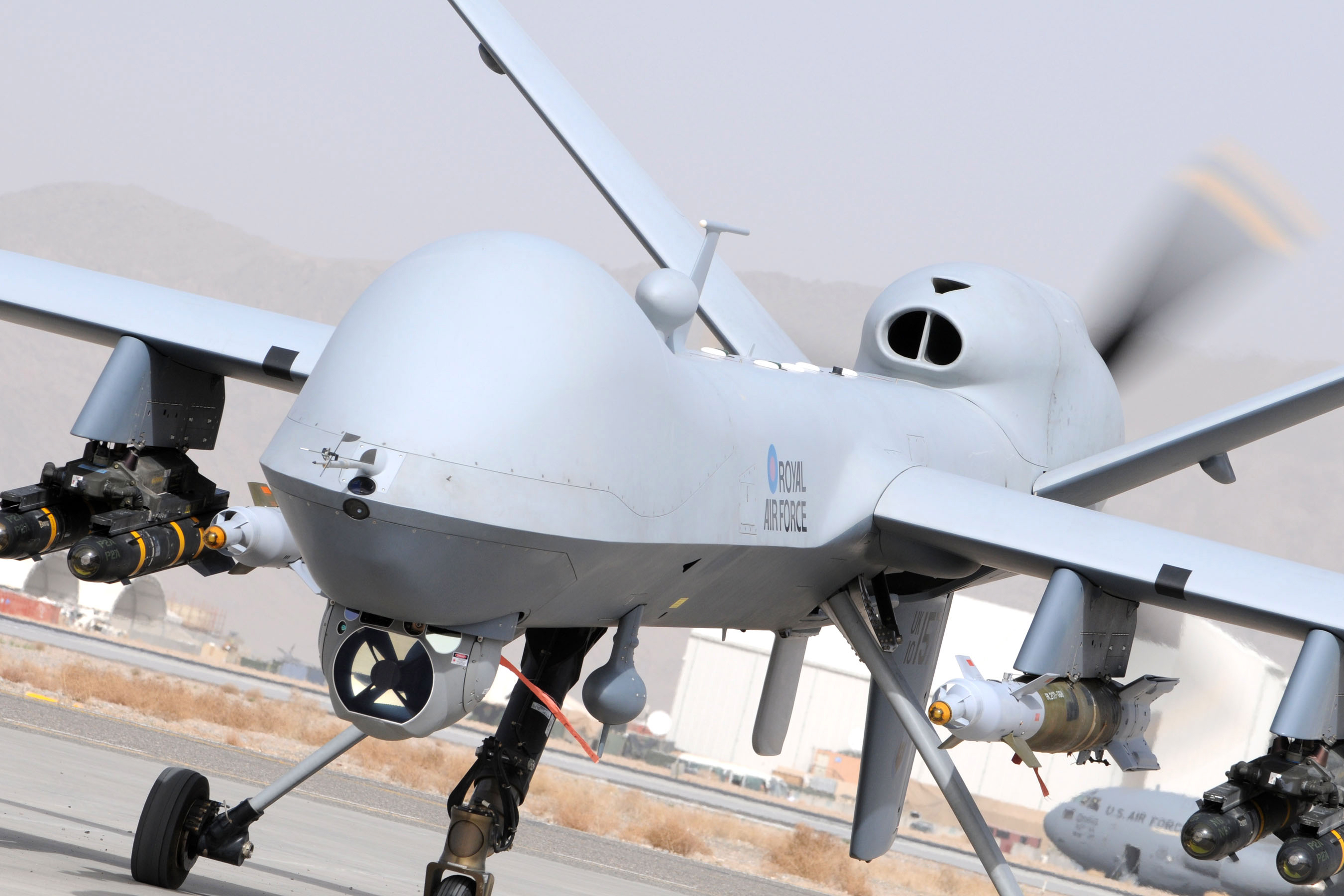
Un Reaper de la RAF, similaire à celui utilisé dans l'attaque contre Rayeed Khan et Rahoul Amin en Syrie.

Le 7 septembre 2015, le Premier ministre David Cameron a annoncé que deux combattants de l'État islamique d'origine britannique, Rayeed Khan et Rahoul Amin, avaient été pris pour cible et tués en Syrie par un drone Reaper de la Royal Air Force. Lors d'une déclaration devant le Parlement, le Premier ministre a expliqué qu'il s'agissait d'un "acte légitime de légitime défense", les deux combattants préparant des attaques contre le Royaume-Uni.
Le 26 novembre 2015, à la suite des attentats de Paris de novembre 2015 et de l'adoption de la résolution 2249 du Conseil de sécurité des Nations Unies, David Cameron a présenté pour la première fois au Parlement le dossier invitant le Royaume-Uni à mener des frappes aériennes en Syrie. Il a fait valoir que le Royaume-Uni serait plus sûr en effectuant des frappes aériennes et que le Royaume-Uni ne pourrait pas externaliser sa sécurité aux alliés. Le Premier ministre a ensuite déclaré qu'il ne tiendrait pas de vote sur les frappes aériennes avant d'être certain de pouvoir le gagner. Dans les jours qui ont suivi, le président français François Hollande et le ministre de la Défense, Jean-Yves Le Drian, ont appelé la Grande-Bretagne à se joindre aux frappes aériennes. Cet appel a été suivi d'un appel de l'ambassadeur de Russie au Royaume-Uni, Alexander Vladimirovich Yakovenko.
Le 2 décembre 2015, David Cameron a ouvert au Parlement un débat de dix heures qui devait se terminer par un vote final. Le débat s'est terminé avec 397 voix en faveur des frappes aériennes, et 223 voix contre,,. Quelques heures après le vote, quatre avions de combat Tornado GR4 ont quitté Chypre et attaqué pour la première fois les positions de l'EIIL en Syrie, aidés par un ravitailleur Voyager et un drone Reaper. La patrouille a attaqué le champ pétrolifère d'Omar dans l'est de la Syrie, l'une des plus importantes sources de revenus financiers pour l'EIIL, Le secrétaire à la Défense, Michael Fallon, a par la suite annoncé que la Royal Air Force «doublerait sa force de frappe» avec six chasseurs multirôles Eurofighter Typhoon et deux autres avions Tornado GR4.
Forces.net a signalé que, à la date du 14 mars 2017, il y avait eu 85 frappes en Syrie, soit le deuxième rang derrière les États-Unis.
| Liste des frappes aériennes en 2015 | Liste des frappes aériennes en 2015 |
| ----------------------------------- | --- |
| 3 décembre 2015                     | Les Tornado GR4 de la RAF, soutenus par un ravitailleur Voyager et un Reaper, et opérant conjointement avec d'autres aéronefs de la coalition, ont utilisé des bombes guidées Paveway IV pour effectuer des frappes contre six cibles dans le vaste champ pétrolifère d'Omar, à 35 kilomètres de la frontière orientale entre la Syrie et l'Irak.. |
| 5 décembre 2015                     | Deux Tornado et deux Typhoon de la RAF ont de nouveau attaqué des champs de pétrole à Omar. |

| Liste des frappes aériennes en 2016 | Liste des frappes aériennes en 2016                                                                                       |
| ----------------------------------- | --- |
| 11 janvier 2016                     | La RAF a ciblé un véhicule de l'État islamique et des tunnels près de la ville de Raqqa, la prétendue capitale du groupe. |
| 7 février 2016                      | Les Typhoon de la RAF ont visé un véhicule blindé.                                                                        |

## Tableau des frappes
| Aéronefs                            | Munitions        | Poids (lb) | Nombre utilisé | Cout unitaire (£) | Cout global (£) |
| ----------------------------------- | ---------------- | ---------- | -------------- | ----------------- | --------------- |
| General Atomics MQ-9 Reaper         | AGM-114 Hellfire | 100 lb     | 687            | 70 000            | 62 090 000      |
| General Atomics MQ-9 Reaper         | GBU-12           | 500 lb     | 88             | 60 000            | 5 280 000       |
| Panavia Tornado/Eurofighter Typhoon | Paveway IV       | 500 lb     | 2 795          | 70 000            | 195 650 000     |
| Eurofighter Typhoon                 | Brimstone 2      | 100 lb     | 2              | 105 000           | 210 000         |
| Panavia Tornado                     | Brimstone        | 100 lb     | 384            | 384 000           | 40 320 000      |
| Panavia Tornado                     | Paveway II       | 1000 lb    | 47             | 100 000           | 4 700 000       |
| Panavia Tornado                     | Paveway III      | 2 300 lb   | 8              | 150 000           | 1 200 000       |
| Panavia Tornado                     | Storm Shadow     | 2 900 lb   | 4              | 800 000           | 3 200 000       |
| TOTAL                               |                  |            | 4 215          |                   | 312 650 000     |

Sur ces 4 215 munitions air-sol, 723 missiles et bombes ont été utilisés entre septembre 2017 et septembre 2019 contre 499 cibles.

## Opérations en Libye
Le 27 juillet 2015, David Cameron a averti que le Royaume-Uni pourrait intervenir militairement en Libye en cas de menace imminente pour la vie des Britanniques,. En août 2015, le Times a annoncé que des "centaines" de soldats britanniques étaient prêts à être déployés en Libye pour mettre un terme à l'avancée de l'EIIL Au cours du même mois, le Sun a annoncé que le sous-marin HMS Ambush de la Royal Navy avait mené des missions de reconnaissance pour localiser des cibles en Libye.
En décembre 2015, il est réapparu que le gouvernement envisageait d'intervenir en Libye, à la suite des "préoccupations extrêmes" du ministère des Affaires étrangères concernant la montée rapide de l'EIIL et d'autres groupes extrémistes en Libye. En février 2016, la Royal Air Force aurait effectué des vols de reconnaissance au-dessus de la Libye,. Au cours du même mois, il a été largement rapporté que des forces spéciales britanniques opéraient en Libye, aux côtés d'équipes similaires venant des États-Unis et de la France,. Le roi Abdallah II de Jordanie a ensuite annoncé que des forces spéciales britanniques et jordaniennes opéraient ensemble en Libye.
En mars 2016, le secrétaire à la Défense, Michael Fallon, a annoncé qu'une équipe de formation de vingt soldats britanniques serait déployée en Tunisie pour contribuer à la surveillance de la frontière libano-tunisienne.

## Formation et soutien au sol
Le 18 août 2014, le secrétaire à la Défense, Michael Fallon, a révélé lors d'une interview que des membres du 2nd Battalion, du Yorkshire Regiment (2 YORKS), avaient été déployés sur le terrain à Erbil pour aider à sécuriser la zone en vue d'une éventuelle mission de sauvetage par hélicoptère. Le bataillon, était à l'époque le bataillon de réserve de théâtre (TRB) basé à Chypre et participait à l'Opération Herrick en Afghanistan, il avait quitté Irbil dans les 24 heures.
Le 12 octobre 2014, le gouvernement britannique a accepté d'envoyer à Erbil 12 membres du 2nd Battalion, du Yorkshire Regiment (2 YORKS), afin d'entraîner les Peshmergas kurdes à l'utilisation des mitrailleuses lourdes fournies par le Royaume-Uni. En novembre, le nombre de soldats britanniques participant à cette mission d'entraînement est passé de 12 à 50. Le 13 décembre 2014, le gouvernement a annoncé son intention de renforcer ce nombre par un groupe supplémentaire de soldats britanniques, le total se chiffrant alors par centaines. Cependant, ces plans ont été par la suite suspendus après les élections générales de 2015. Il a été révélé qu'une petite équipe de troupes prêtes au combat aurait été envoyée avec les formateurs pour assurer la protection. Les troupes devaient être basées à Erbil et dans la capitale Bagdad. Les forces kurdes affirment avoir reçu de l'aide des forces spéciales britanniques.
Le 1er mars 2015, le secrétaire à la Défense, Michael Fallon, a annoncé que le Royaume-Uni avait entraîné plus de 1 000 combattants Peshmerga. Le 7 mars 2015, le Premier ministre David Cameron a autorisé le déploiement de 60 soldats en Irak pour entraîner les forces kurdes. Le Comité de la défense de la Chambre des communes a néanmoins fait valoir que la formation et la participation au sol du Royaume-Uni étaient faibles comparées à celles des autres membres de la coalition occidentale.
Le 26 mars 2015, le ministère de la Défense a annoncé le déploiement d'environ 75 formateurs militaires en Turquie et dans d'autres pays voisins de la coalition anti-EIIL afin de participer au programme de formation dirigé par les États-Unis en Syrie. Le programme de formation fournira des armes légères, des tactiques d'infanterie et une formation médicale aux forces syriennes de l'opposition modérée pendant plus de trois ans.
Le 15 mai 2015, la surveillance par les forces spéciales britanniques a confirmé la présence d'un dirigeant de rang supérieur de l'EIIL, Abu Sayyaf, à al-Amr, en Syrie, à la suite de laquelle les forces spéciales américaines basées en Irak ont mené une opération pour le capturer. L'opération a entraîné sa mort et la capture de son épouse Umm Sayyaf.
Le 7 juin 2015, lors du sommet du G7 en Bavière, le Premier ministre David Cameron a annoncé que 125 formateurs militaires supplémentaires seraient déployés en Irak, ce qui porte à 275 le nombre total d'entraîneurs.
Le 20 septembre 2015, il a été signalé que le Special Air Service avait tué six combattants de l'EIIL tout en sauvant un agent en Syrie.
Le 26 septembre 2015, le Royaume-Uni avait fourni 500 000 cartouches de munitions à ses forces anti-EIIL.
En mars 2016, 30 soldats supplémentaires ont été déployés pour entraîner les forces irakiennes, ce qui porte à 300 le nombre total de soldats britanniques déployés en Irak. En mars 2016, il a été révélé que les forces britanniques avaient contribué à la constitution d'un bataillon mécanisé dans le sud de la Syrie, composé de combattants tribaux chargés de combattre l'armée de Bashar al-Assad.
En juin 2016, The Telegraph a signalé que des forces spéciales britanniques opéraient sur le front syrien ; en particulier en mai 2016, lorsqu'ils franchissaient fréquemment la frontière jordanienne, pour soutenir l'unité Maghaweir Al-Thawrah, composée d'anciennes forces spéciales syriennes défendant le village d'al-Tanf contre les attaques de l'EIIL. Maghaweir Al-Thawrah s'est emparée du village au cours de ce mois et a dû faire face à des attaques régulières de l'EIIL. Les forces britanniques ont également aidé à reconstruire la base à la suite d'un attentat-suicide. Maghaweir Al-Thawrah a reconnu que les forces spéciales britanniques avaient fourni de la formation, des armes et d’autres équipements ; une source indépendante a confirmé que des forces spéciales britanniques opéraient contre l'EIIL en Syrie, en Irak et en Libye.
En août 2016, l'International Business Times a annoncé que les forces spéciales britanniques avaient commencé à utiliser le lance-grenades à air comprimé "Punisher" XM25 CDTE contre l'EIIL en Libye. Au cours du même mois, BBC News a publié des images exclusives montrant des forces spéciales britanniques opérant en Syrie. Les images, datées de juin, ont été prises à la suite d'une attaque de l'EI sur la base de Maghaweir Al-Thawrah d'Al Tanaf et semblent montrer des forces spéciales britanniques sécurisant le périmètre de la base,. Les forces spéciales britanniques en Syrie jouent des rôles très variés : surveillance, conseil et combat, en nombre relativement réduit.
En décembre 2016, le Telegraph a annoncé que le secrétaire d'État à la Défense, Sir Michael Fallon, avait annoncé qu'il prolongerait de six mois le déploiement d'un escadron du 80 Royal Engineers pour améliorer les installations d'entraînement de la base d'Al Asad. Il a également déclaré que "l'armée britannique a formé plus de 31 000 Irakiens et Peshmergas qui combattent contre Daech".
La BBC a annoncé que le Cpl Scott Hetherington était décédé des suites d'un «accident de tir» à Camp Taji (en) (Irak), qu'il était membre de la compagnie Blenheim et du peloton de protection de la force du 2nd Battalion Duke of Lancaster's Regiment; il est le premier soldat britannique à mourir en Irak en près de huit ans. Environ 150 soldats du bataillon sont déployés en Irak pendant six mois. Ils font partie d'une armée de 500 hommes chargée de former les forces de sécurité irakiennes et kurdes.
Le 1er septembre 2017, Sky News a annoncé que 44 Royal Engineers du 5 Armoured Engineer Squadron, du 22 Engineer Regiment, seraient déployés pendant six mois sur la base aérienne Al Asad dans la province d'Al Anbar, en Iraq, pour construire une infrastructure sur la base. Ce qui porte à plus de 300 le nombre de militaires britanniques présents dans le camp et à environ 600 le nombre total d’Irak.
En mars 2018, un soldat des forces spéciales britanniques et un soldat américain ont été tués par un engin explosif improvisé en Syrie. Ce fut le premier soldat britannique à mourir au combat avec l'EIIL.

## Forces déployées
Sites
- Base aérienne Al Asad[113]
- Complexe de Besmaya[114]
- Camp Taji (en)[115]
- RAF Akrotiri
- RAF Al Udeid

### British Army
- Des éléments du 2nd Battalion, The Yorkshire Regiment (en) (2 YORKS)[93],[116]
- Des éléments du 2nd Battalion, The Princess of Wales's Royal Regiment (2 PWRR)[98],[117]
- Des éléments du 1st Battalion, The Rifles (1 RIFLES)[118] (juillet 2015 – janvier 2017)
- Des éléments du 2nd Battalion, The Duke of Lancaster's Regiment (en) (2 LANCS)[119]
- Des éléments du The Highlanders, 4th Battalion, Royal Regiment of Scotland (4 SCOTS) entre février[120] and juillet 2017[121].
- Des éléments d'un bataillon inconnu entre juillet and décembre 2017.
- Des éléments du The Royal Highland Fusiliers, 2nd Battalion, The Royal Regiment of Scotland (2 SCOTS) depuis décembre 2017[122].
- 5 Armoured Engineer Squadron, 22 Engineer Regiment (en) en 2017[113].
- Des éléments du 2nd Battalion, The Rifles (2 RIFLES)

### Royal Air Force

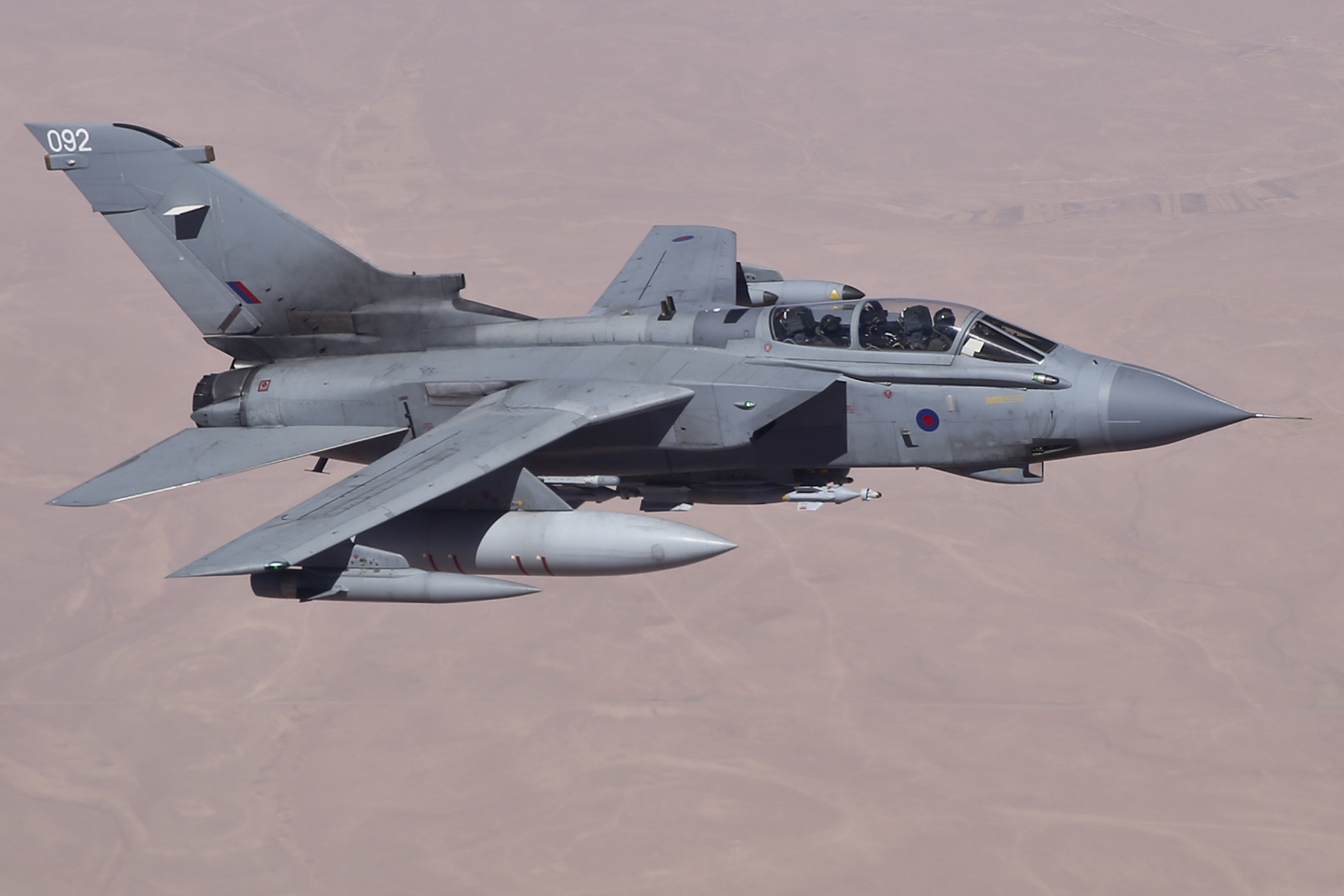
Tornado GR4 de la RAF au-dessus de l’Iraq en mission de reconnaissance armée.

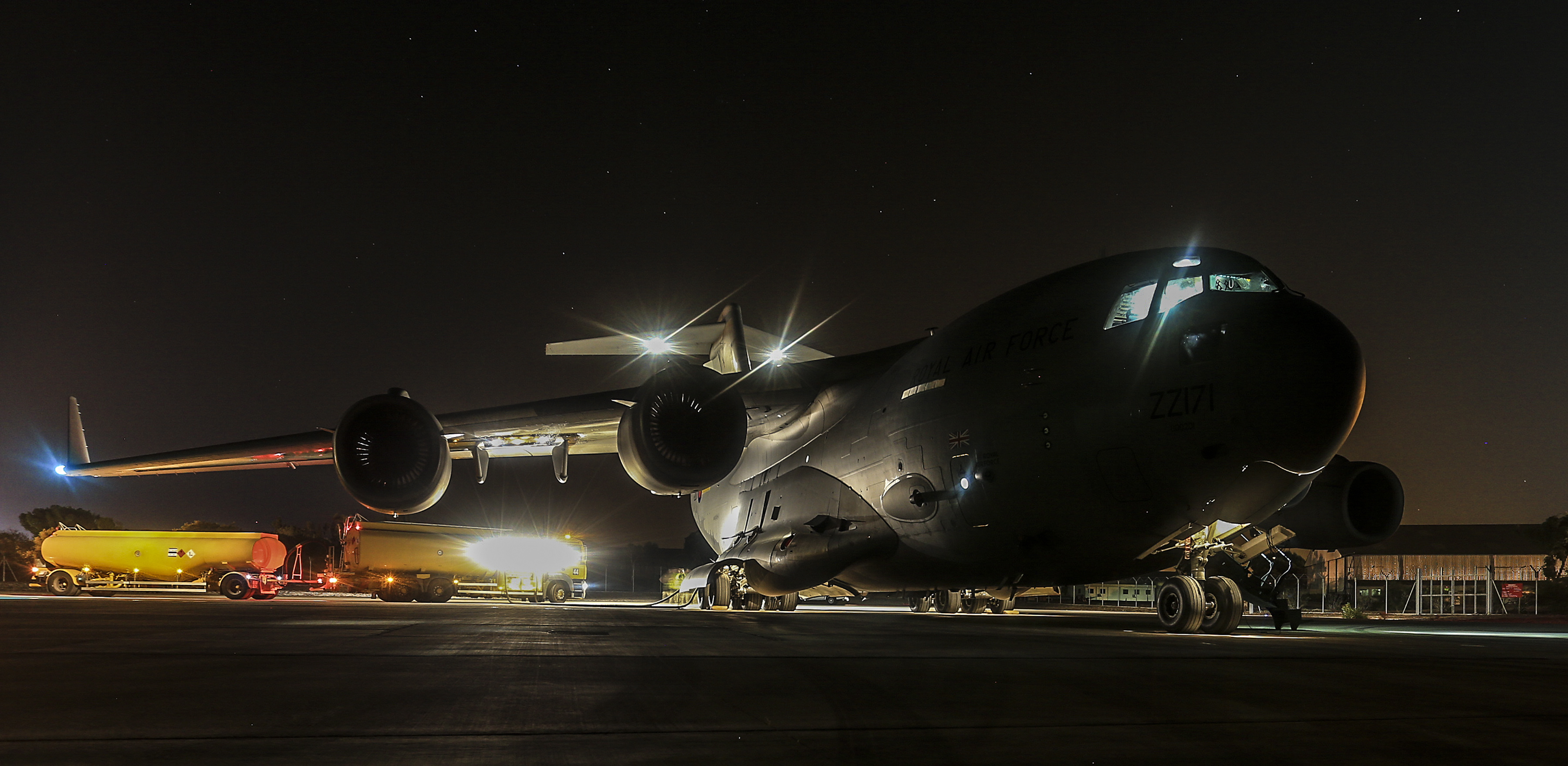
Un avion C-17 de la RAF est ravitaillé en carburant à Brize Norton, avant de partir pour la RAF Akrotiri, à Chypre.

- Quartier général du No. 83 Expeditionary Air Group (en)
- No. 903 Expeditionary Air Wing (en)[37],[98] sur RAF Akrotiri à Cyprus comprend:
  - 8 x Tornado GR4[27],[43] (retiré en 2019)
  - 9 x Typhoon FGR.4[123],[124]
  - Des éléments du RAF Air Mobility Force:
    - 1 x Lockheed C-130 Hercules[29]
    - 2 x Voyager KC3[125],[126],[127]

  - Des éléments du RAF ISTAR Force:
    - 2 x Sentinel R1 ISTAR du No. 5 Squadron RAF (en)[35]
    - 2 x Sentry AEW1 AWACS du No. 8 Squadron RAF (en)[37],[53]
- Des éléments du No. 13 Squadron RAF (en) and No. 39 Squadron RAF (en) (10 x Reaper stationnés au Koweït)[36],[128]
- Des éléments du No. 70 Squadron RAF (en) (1 x Atlas C1)[129]
- Des éléments du No. 99 Squadron (en) (1 x C-17A Globemaster III)[130]
- Des éléments du No. 51 Squadron (en) (1 x RC-135W Airseeker stationné sur la RAF Al Udeid au Qatar)[35]
- Des éléments du No. 14 Squadron (en) (1 x Shadow R1)[36]
- Des éléments de la Royal Air Force Police (en)
- Des éléments du No. 51 Squadron RAF Regiment (en)[131]

Appareils retirés
- 4 x Chinook HC4[28] (retirés en 2014)[125]
- 1 x Lockheed C-130 Hercules (retiré en 2014)[125]

### Royal Navy

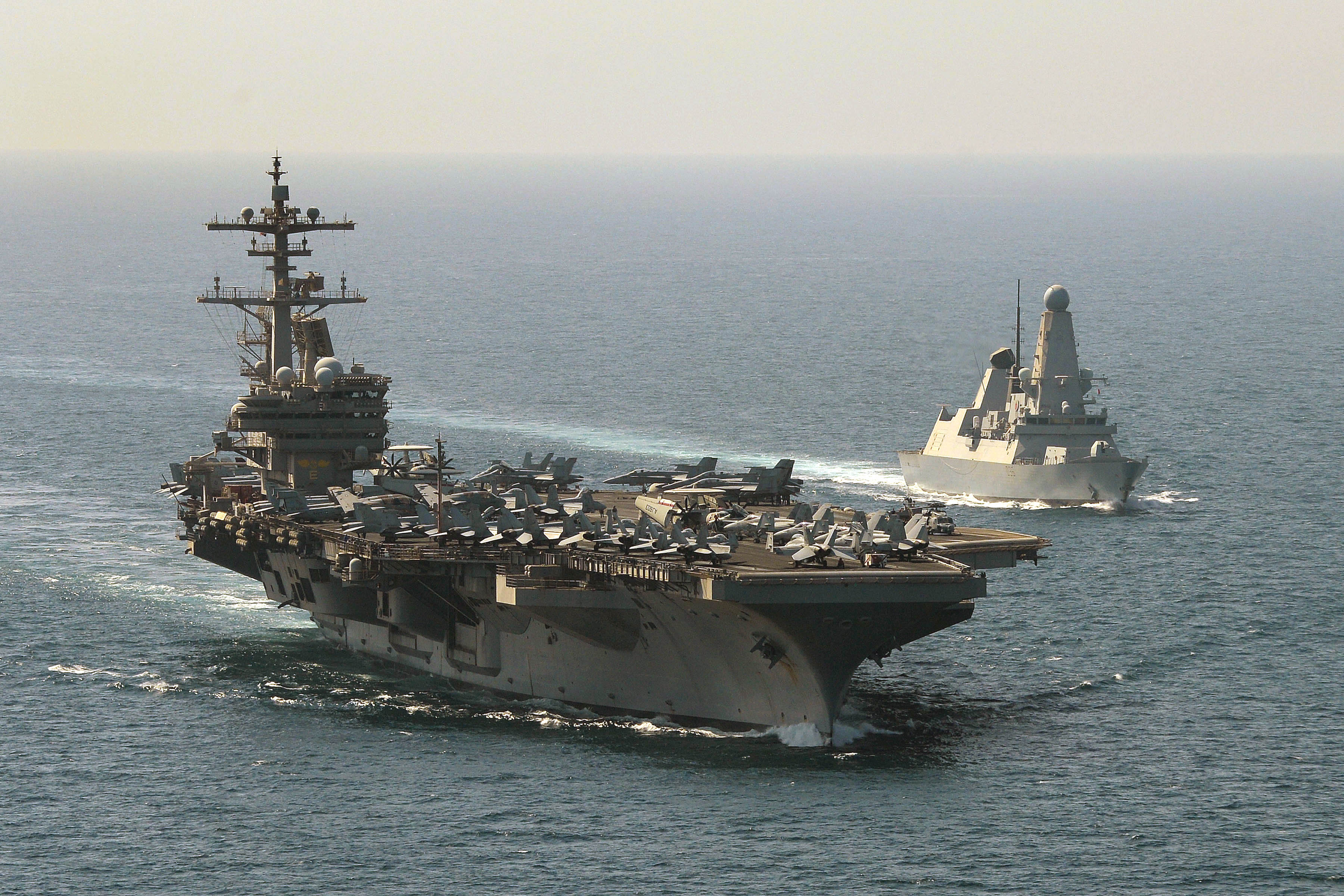
Le destroyer de la Royal Navy escorte le porte-avions américain au Moyen-Orient au cours de l'opération Shader.

- Type 45 HMS Daring
  - Depuis août 2016[132]
- Type 45 HMS Duncan
  - Entre juillet[133] et décembre 2015[134]
- Type 45 HMS Defender
  - Entre octobre[44] et le 12 décembre 2014[62].
  - Entre décembre 2015 and le 6 juillet 2016[135].
- Type 45 HMS Dauntless
  - Entre janvier[136] and le 15 mai 2015[137].
- Type 23 HMS Kent
  - Entre décembre 2014[61] le 15 mai 2015[137].
- Type 23 HMS Richmond[138]
- Type 23 HMS St Albans depuis décembre 2015[139].
- Sous-marins de Classe Astute or Classe Trafalgar[140]
- RFA Fort Victoria (A387) (en)[141]
- Sea King ASaC7[141]

### Inter-armées
- United Kingdom Special Forces (UKSF)[142],[143]

## Politique
Avant le vote au Parlement du 26 septembre 2014, Rushanara Ali, député du parti travailliste et ministre de l'Éducation fantôme, a écrit au leader du mouvement travailliste Ed Miliband pour lui annoncer sa démission en tant que ministre fantôme, avant son abstention délibérée lors du vote. Elle a écrit que, tout en reconnaissant les actions "horribles et barbares" de l'EIIL, elle craignait que l'action militaire britannique ne provoque de nouvelles effusions de sang en Irak. Rushanara, née au Bangladesh et musulmane, a écrit qu '"il existe une croyance sincère dans les communautés musulmanes et non musulmanes que l'action militaire ne fera qu'engendrer de nouvelles effusions de sang et davantage de souffrances pour le peuple irakien". Elle a ajouté qu'elle n'était pas convaincue que l'impact potentiel d'une telle action militaire sur la radicalisation au Royaume-Uni avait été correctement réfléchi,.
La Coalition Stop the War a organisé une autre manifestation à Londres le 1er décembre 2015, avant le vote à la Chambre des communes sur les frappes aériennes en Syrie.
Le 3 décembre 2015, il a été signalé que plusieurs députés du parti travailliste avaient reçu des menaces de mort et avaient été violentés pour leur soutien aux frappes aériennes en Syrie.

## Médaille
La secrétaire de la Défense fantôme, Nia Griffith, aurait réclamé une distinction spécifique pour ceux qui ont servi dans l'opération Shader, après avoir rendu visite aux troupes déployées dans le cadre de l'opération et avoir parlé à des forces armées basées sur la RAF Akrotiri. La proposition a été soumise à l'examen du Comité de reconnaissance.
Le 20 septembre 2017, le secrétaire à la Défense, Michael Fallon, a annoncé que la « Médaille Op Shader » serait remise aux personnes servant en Irak et en Syrie. Il a utilisé cette annonce pour souligner le manque de reconnaissance des membres du personnel déployés dans le cadre de l'opération, mais ne relevant pas directement des critères d'attribution; tels que le personnel de la coalition au Koweït/Turquie et les pilotes de Reaper ailleurs au Moyen-Orient.
Après l'annonce, un avis d'instruction et de défense de la défense (DIN) a été publié confirmant l'admissibilité, la conception des médailles et le calendrier de production.
L'admissibilité est de 30 jours de service continu dans les frontières de l'Irak et de la Syrie (cumul de 45 jours) à compter du 9 août 2014 à une date encore à définir.
La médaille restera une « pièce » ; comme celle qui a été utilisée pour les médailles pour l'Afghanistan et le Congo. Les récompenses sont différenciées par le ruban et le fermoir (le cas échéant). Les rubans pour toutes les itérations de l'OSM portent un groupe central de 5 bandes bleu clair, bleu foncé et rouge (une bande plus large au centre), représentant les 3 services. Celles-ci sont accompagnées d'une couleur spécifiquement choisie pour représenter la campagne. Dans le cas de l'OSM «Iraq et Syrie», il a été recommandé que cette bande externe s'appelle Air Superiority Grey, en reconnaissance du grand nombre d'aéronefs de la RAF participant à l'opération.
Bien que le droit ait déjà été accepté, la distribution de la médaille ne commencera pas avant septembre 2018 pour des raisons financières. Les 3 600 médailles exceptionnelles de 2014-2018 devraient être reçues d'ici à décembre 2018.
Le 1er juillet 2018, un fabricant de médailles a publié une pré-publication de l'OSM (Iraq & Syrie), montrant le ruban finalisé (approuvé par le Ministère de la Défense) et indiquant une date de sortie du 18 juillet 2018.
Le 18 juillet 2018, le secrétaire d'État à la Défense, Gavin Williamson, a présenté la médaille de l'opération Shader, connue officiellement sous le nom de médaille du service opérationnel pour l'Irak et la Syrie. Elle a son propre ruban et son fermoir. Il a également annoncé que Sa Majesté la Reine avait approuvé une extension des critères d'éligibilité pour la médaille afin d'inclure du personnel en dehors de la "zone d'opérations conventionnelle" en Irak et en Syrie, qui comprendrait les équipages des Reaper de la Royal Air Force.